# Zuppa con noodle
La zuppa con noodle (湯麵S, tāngmiànP; in inglese noodle soup) è una zuppa preparata con diversi tipi di pasta lunga tipica delle cucine asiatiche, che può essere di riso, grano, all'uovo ecc. La zuppa può essere densa o più liquida con brodo di carne o vegetale preparato con vari ingredienti e spezie. Il piatto viene preparato in diversi modi ed è particolarmente diffuso in Asia orientale, nel Sud-est asiatico e nei Paesi himalayani dell'Asia meridionale. Le zuppe di noodle asiatiche si possono trovare nei ristoranti etnici fuori dall'Asia e sono molto popolari negli Stati Uniti. La versione istantanea dei ramen (la più famosa zuppa di noodle giapponese) ha conquistato i mercati di tutto il mondo.

## Storia
Nella provincia cinese del Qinghai sono state rinvenute tracce di pasta lunga fatta con miglio risalente agli inizi del II millennio a.C. I noodle furono descritti in un libro che risale alla dinastia Han orientale cinese (25-250), periodo nel quale noodle tirati a mano fatti con il miglio o con il grano erano un alimento diffuso. Le zuppe di noodle facevano parte della tradizione cinese già ai tempi della dinastia Sui (581-618) e della dinastia Tang (618-907).
Tra le prime forme di pasta al di fuori della Cina va annoverato l'itrio descritto nel II secolo d.C. dal medico di Pergamo Galeno. L'itryia del Medio Oriente, fatta con farina di grano, viene menzionata nel testo ebraico Talmud del V secolo e viene descritta sommariamente anche in un testo del XIII secolo da un autore di Baghdad, che fornisce dettagli più accurati sulla rashta, pasta lunga fatta bollire in brodo di carne, ceci e lenticchie.
Nel Medio Evo viene consumata in Europa la tria, una tria di Genova (tria ianuensis) compare in un ricettario del XIV secolo come pasta lunga in brodo con spezie, soffritto di cipolla e altri ingredienti. Nel XV secolo, il gastronomo italiano Plàtina descrive il metodo simile a quello tuttora usato per la pasta fatta in casa con un impasto che viene steso con un mattarello e tagliato per fare della pasta lunga. Analogo procedimento viene descritto il secolo successivo da Cristoforo di Messisbugo per i suoi maccheroni alla napoletana, di fatto tagliatelle in brodo. Altri tipi di pasta lunga in brodo vengono descritti da un autore catalano nel XIV secolo (potaje de fideos) e da uno austriaco nel XV (Zotatz Gmues). In un ricettario del XVI secolo scritto da Bartolomeo Scappi vengono descritte diverse zuppe di noodle, tra cui la minestra di maccheroni alla romana, con la pasta da tagliare con un apposito attrezzo chiamato troccolaturo.

## Varietà

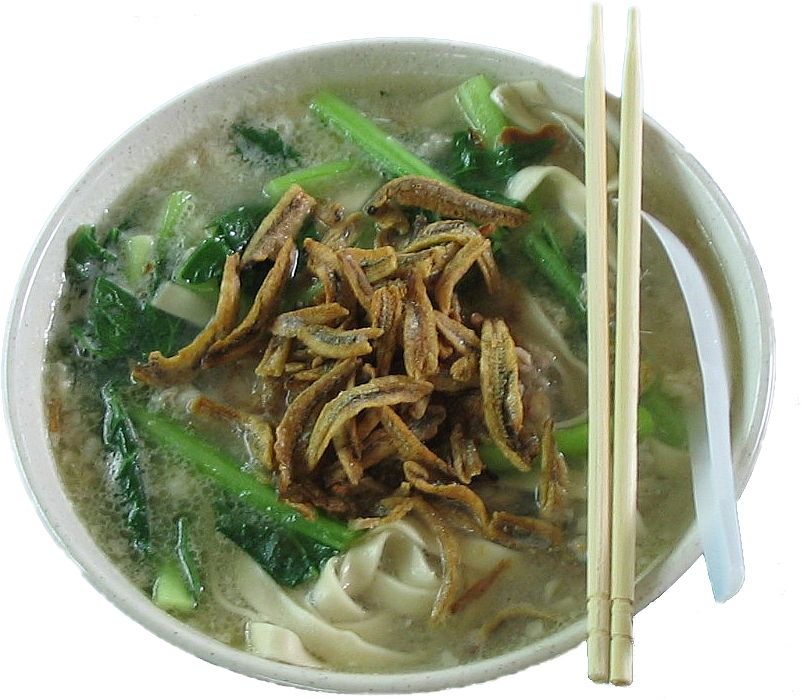
Ban mian a Singapore.

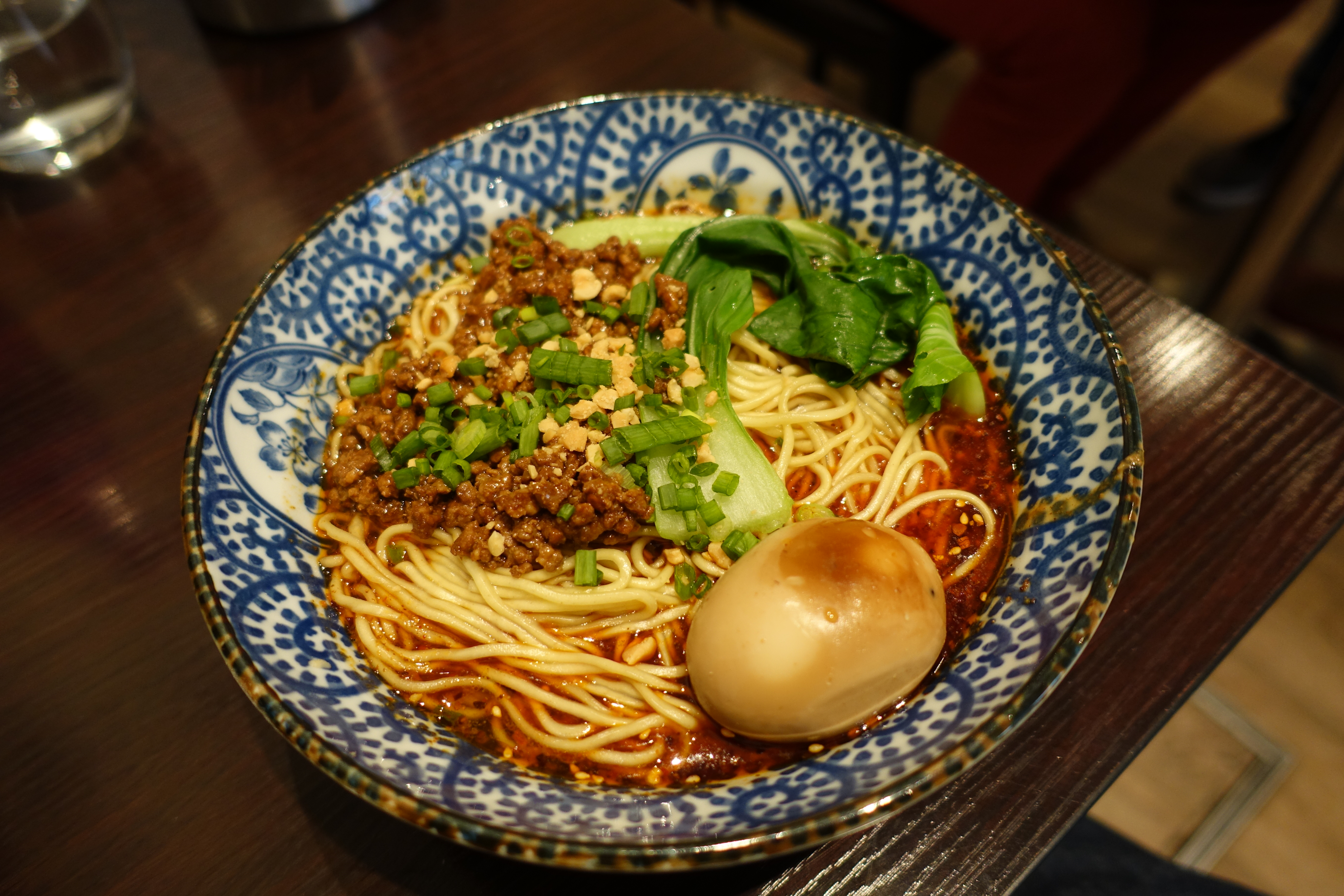
Noodle di Chongqing.

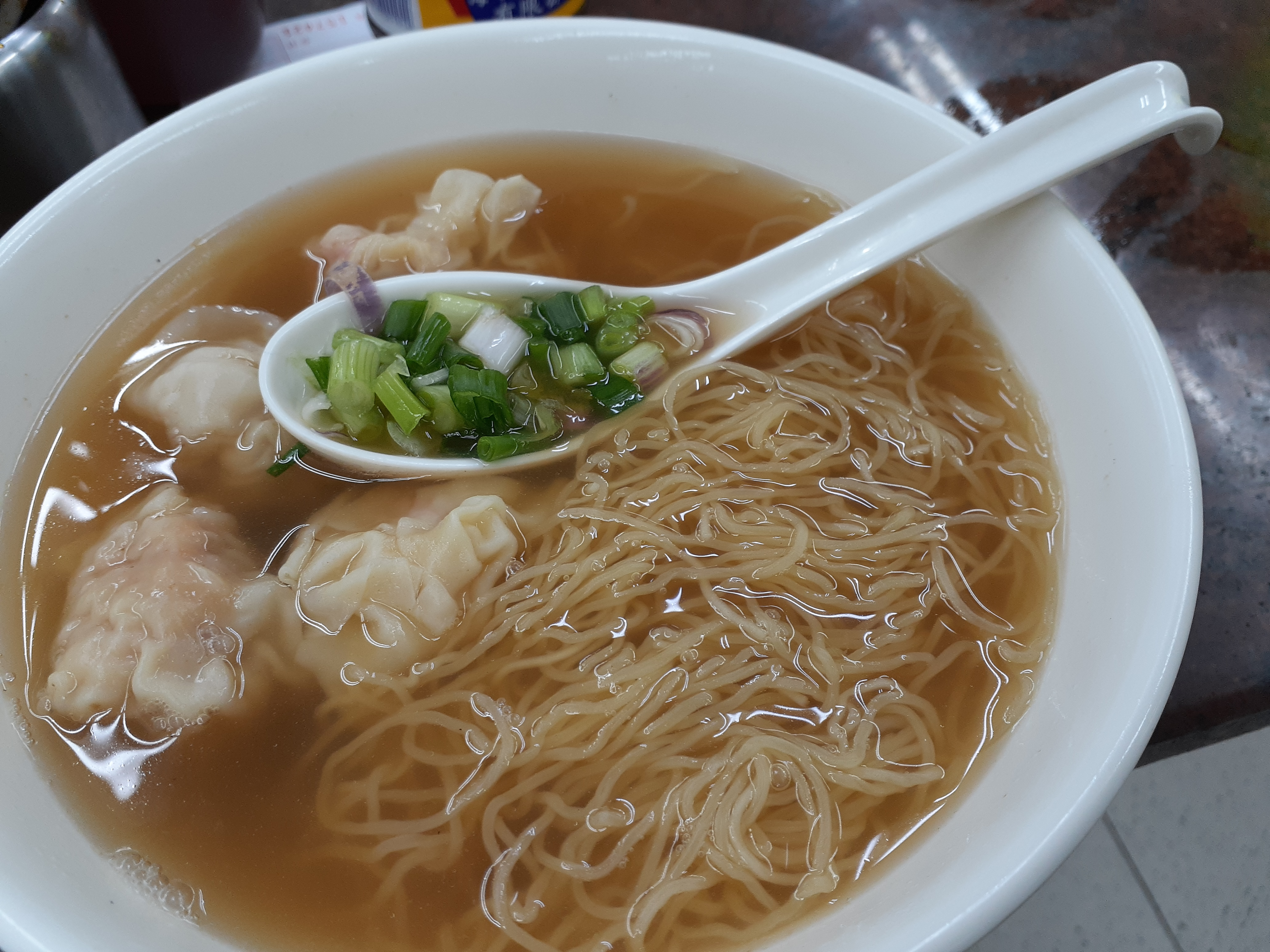
Zuppa di noodle con wonton.

### Asia orientale

#### Cina
Di seguito alcune tra le più popolari zuppe di noodle cinesi.
- Ban mian (板麵T, 板面S, bǎn miànP), noodle in brodo a sezione piatta fatti a mano tipici della cucina hakka.[9]
- Noodle di Chongqing, noodle piccanti tipici della città di Chongqing. Sono un alimento base per la popolazione locale, per il loro ridotto spessore sono chiamati xiaomian e si consumano di solito a colazione.[10]
- Noodle freddi (冷麵T, 冷面S, lěng miànP), specialità di Shanghai, è una pasta di riso piatta in brodo con salsa di arachidi e altri ingredienti, viene servita fredda specialmente in estate.[11]
- Noodle dell'attraversamento del ponte dello Yunnan (过桥米线S, Guò qiáo mĭxiànP), è uno dei piatti più rappresentativi della provincia cinese dello Yunnan e nel 2008 è stato inserito nella lista dei patrimoni culturali del suo capoluogo Kunming. Il brodo è di pollo o di oca con noodle di riso, maiale, pesce e verdure. La cottura richiede pochi minuti e avviene direttamente a tavola, dove gli ingredienti vengono portati già pronti per essere cucinati nel brodo.[1][12]
- Zuppa di noodle al manzo di Lanzhou (兰州拉面S, Lanzhou lāmiànP, lett. "noodle tirati a mano di Lanzhou"), piatto caratteristico della comunità islamica hui della città di Lanzhou, capoluogo della provincia nord-occidentale del Gansu. I noodle sono fatti con pasta fresca tirata a mano, il brodo viene preparato con il manzo, che viene poi lasciato raffreddare, tagliato a fettine e servito nella zuppa nella quale viene messa anche cipolletta verde. Il tutto viene servito assieme a coriandolo fresco e olio al peperoncino.[13]
- Zuppa di noodle con wonton (雲吞麵S, in cantonese romanizzato: yángchūn mian), piatto della cucina cantonese in cui ai noodle in brodo vengono aggiunti wonton ripieni di gamberetti o gamberetti e maiale. I noodle sono spaghettini all'uovo di anatra e il brodo viene preparato con maiale, gamberetti e platessa. Si aggiunge olio di sesamo, salsa di soia e, al momento di servire, erba cipollina.[14][15]
- lagman, zuppa con noodle di grano fatti a mano tipica della cucina dell'Asia centrale e in particolare della cucina uigura del Xinjang. Viene di solito preparata con brodo di manzo o agnello e tra i vari vegetali che si possono aggiungere vi sono ceci, cavolo, pomodoro e spezie come cumino e cumino dei prati. Oltre che nel Xinjang, è diffusa anche nei Paesi vicini come Russia, Uzbekistan ecc.[1]

#### Giappone

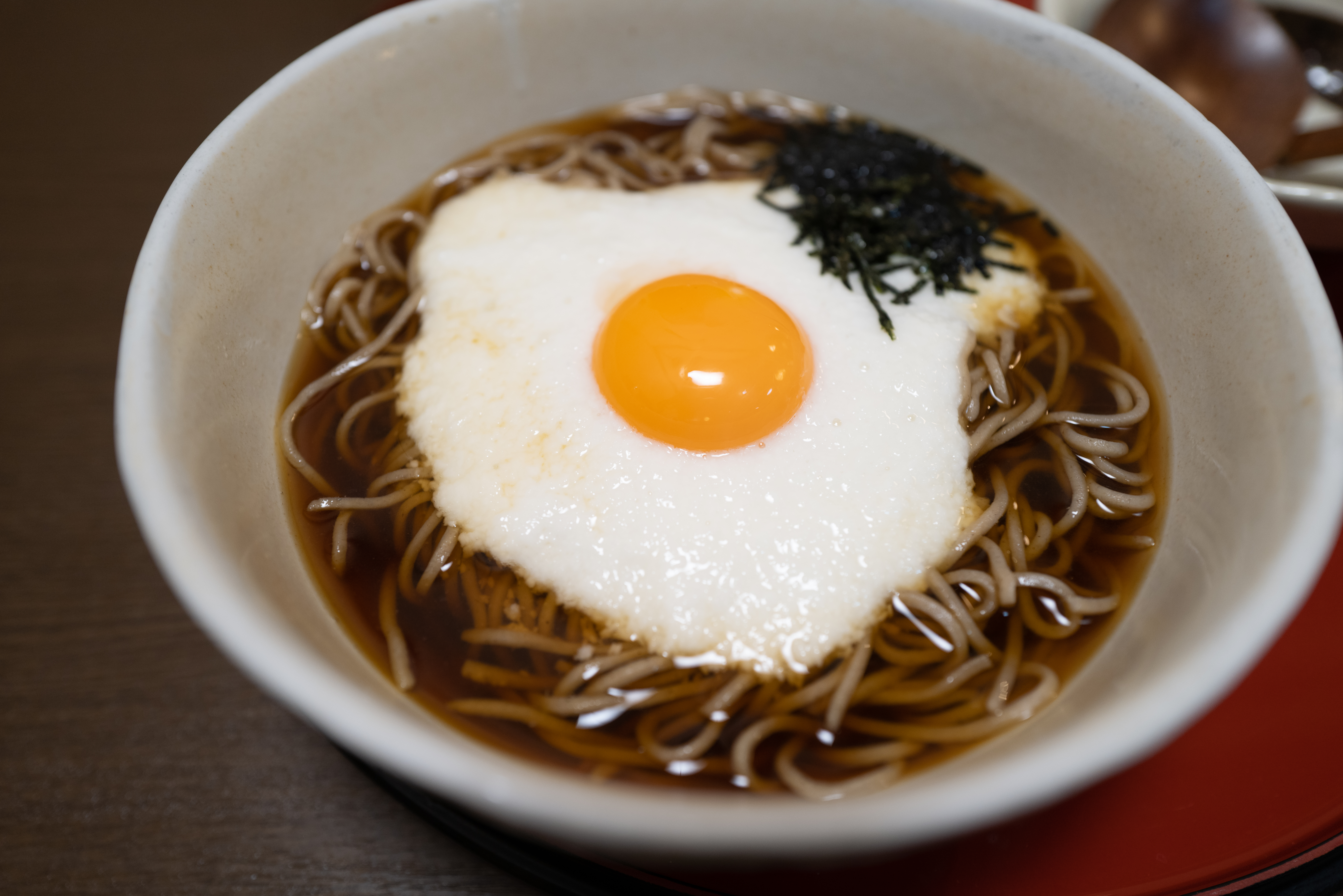
Tsukimi tororo soba.

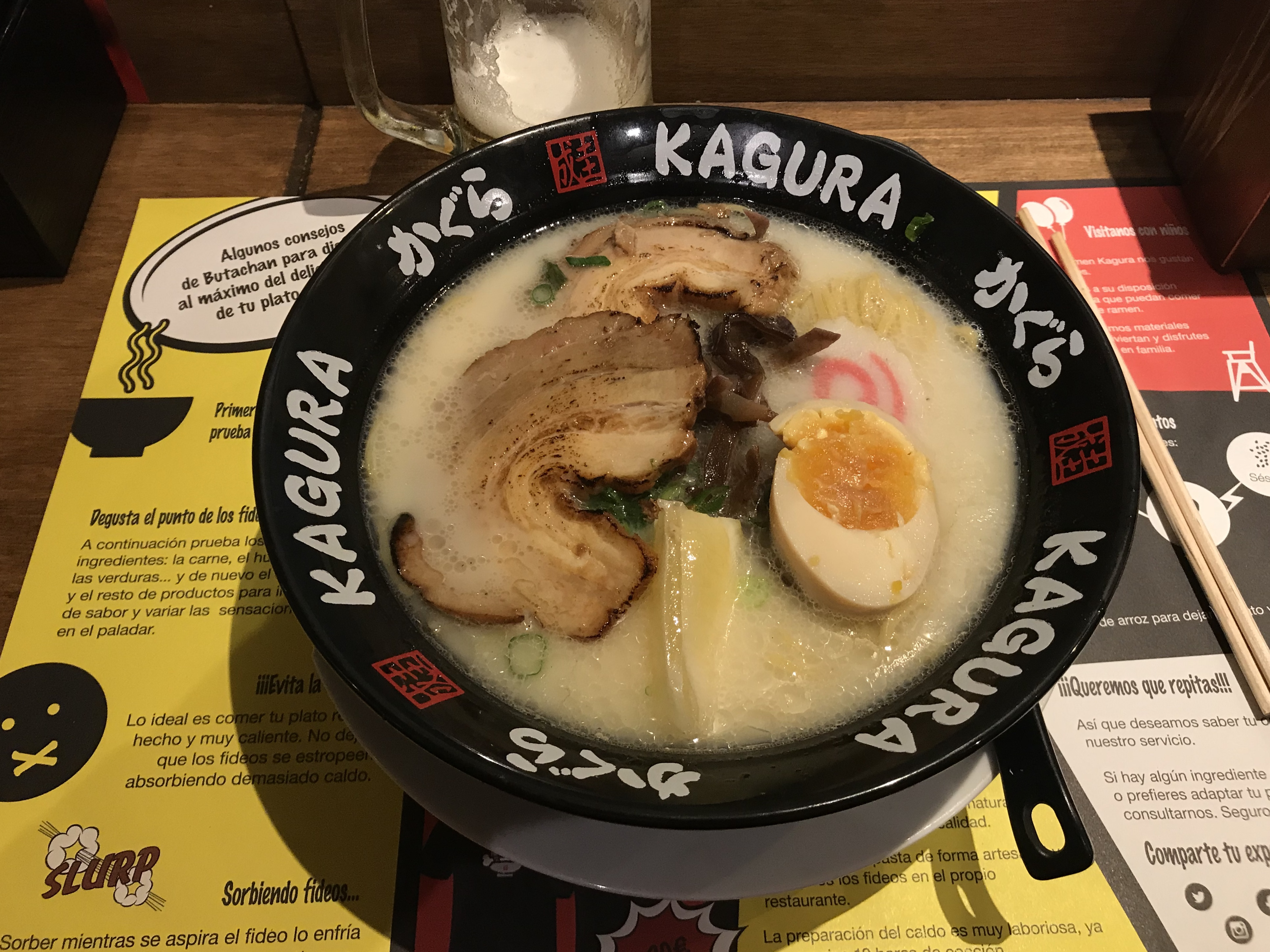
Shio ramen, ramen al sale.

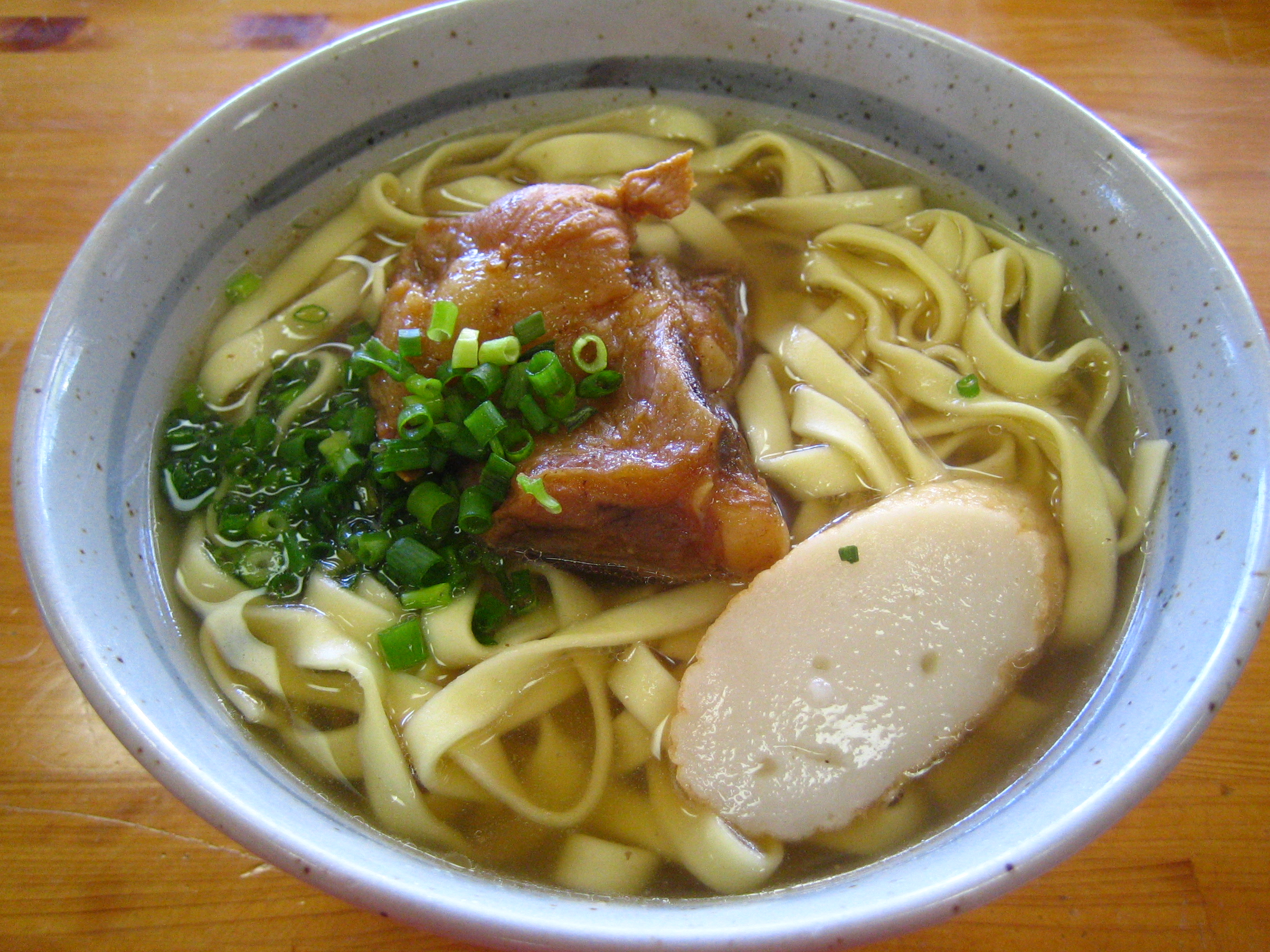
Soba di Okinawa.

- Le tradizionali zuppe di noodle giapponesi vengono cotte in un brodo con il dashi e guarnite con del negi tagliato a fettine. Altri ingredienti che vengono aggiunti alla fine possono essere della tempura o aburaage (tofu fritto).
  - Soba calda (そば), sottili noodle di farina di grano saraceno (spesso mista con farina di grano), conosciuti anche come Nihon-soba (soba giapponese). La Okinawa soba non è invece fatta con grano saraceno ma con farina di grano.[1][16]
  - Udon (うどん), spessi noodle di farina di grano tenero preparati in brodo dashi o nel curry giapponese, serviti con diversi tipi di ingredienti da aggiungere a fine cottura. Le zuppe di udon sono le più diffuse in Giappone dopo quelle con i ramen.[1][17]
- I noodle di grano tenero che hanno origine dalla cucina cinese sono diventati popolari in Giappone all'inizio del XX secolo.[18]
  - Ramen (ラーメン), sottili noodle serviti in brodo caldo di pollo o maiale insaporito con salsa di soia o miso,  vengono serviti con fette di maiale, menma (germogli di bambù marinati), alghe e uovo sodo. sono noti anche con i nomi Shina-soba o Chuka-soba, che entrambi significano soba cinese.[18] I ramen sono per tradizione la zuppa di noodle più popolare in Giappone e vengono spesso consumati in molti altri Paesi del mondo.[19] Negli anni 1950 furono inoltre inventati in Giappone i ramen istantanei, che si diffusero rapidamente in tutto il mondo.[2]
  - Champon (ちゃんぽん), noodle di spessore medio in brodo di pollo serviti con frutti di mare e verdure e altri ingredienti che presentano sapori sia della cucina cinese che di quella giapponese, un piatto tipico di Nagasaki.[20]
- Soba di Okinawa (沖縄そば), spessi noodle di grano tenero tipici di Okinawa, di solito serviti in brodo caldo con del maiale al vapore, fettine di kamaboko, beni shōga (zenzero marinato) e kōrēgusu (peperoncino immerso in awamori).[21]
- Hōtō Fudō (ほうとう), popolare piatto che ha origine nella prefettura di Yamanashi, preparato con udon a sezione piatta e verdure in zuppa di miso.[22]

#### Corea

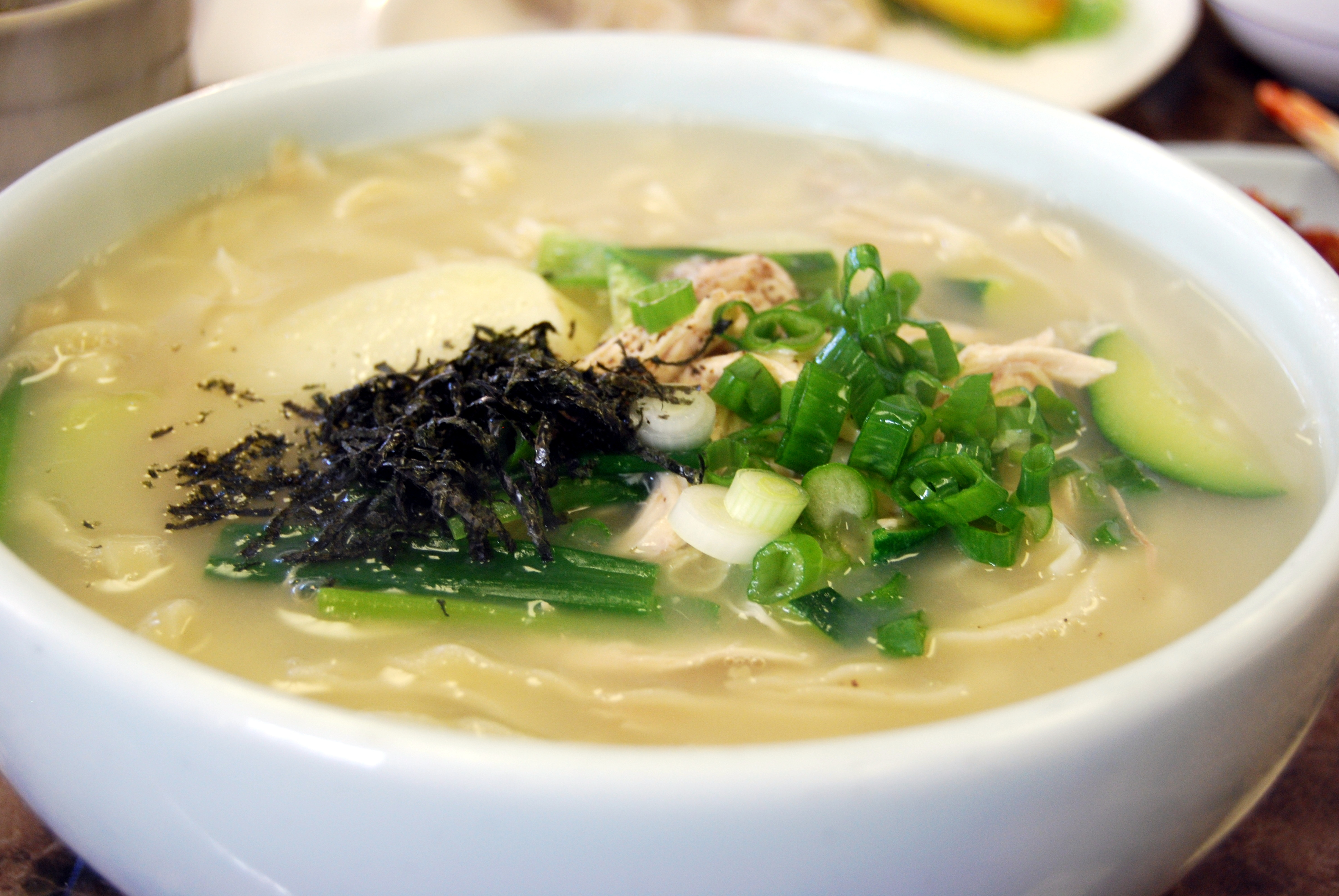
Un piatto di kalguksu

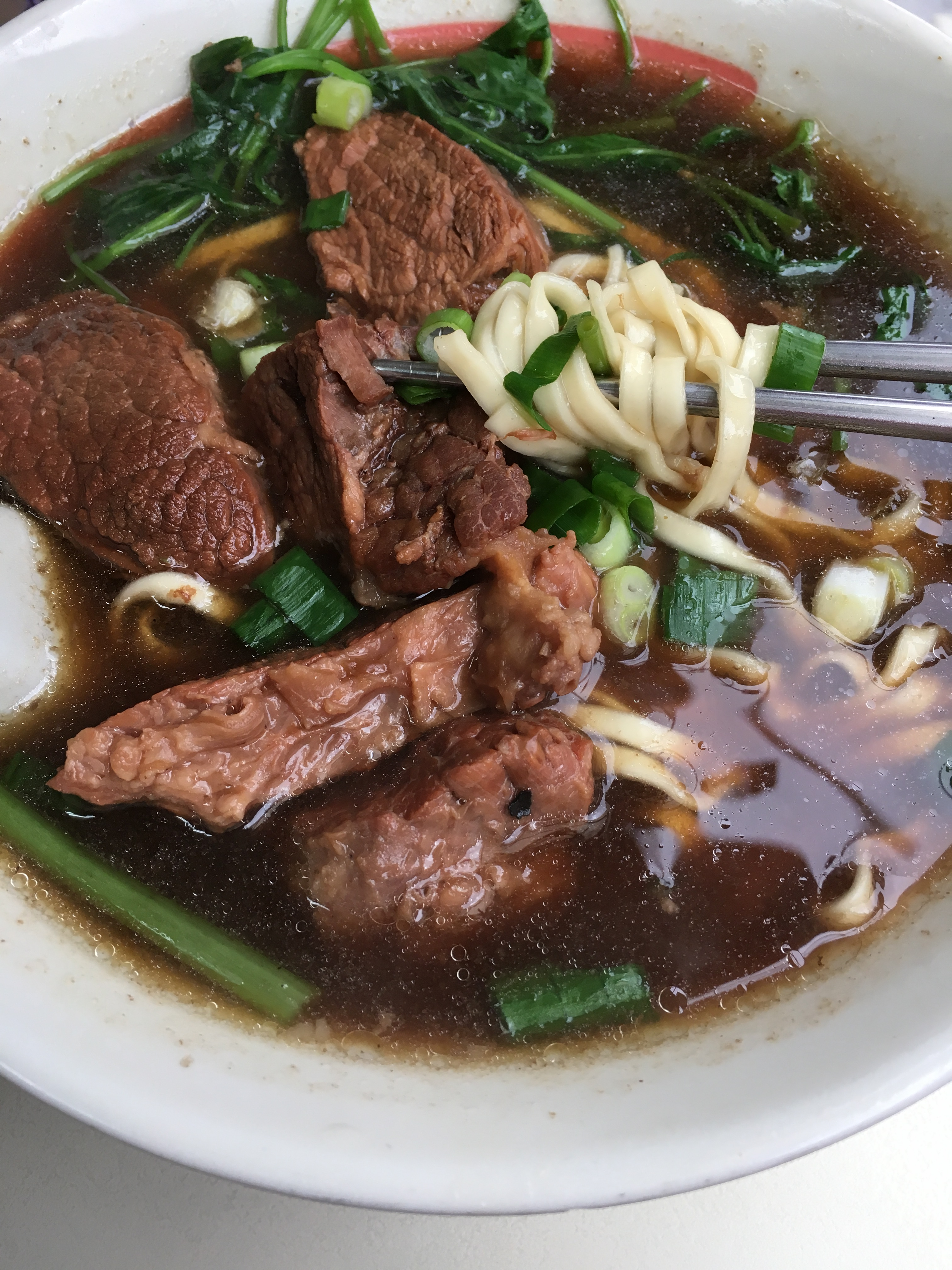
Zuppa taiwanese di noodle al manzo

- Janchi guksu (잔치국수?), vermicelli di farina di grano cotti in un brodo leggero a base di acciughe e alghe kombu, o di manzo. Sono serviti con una salsa preparata con olio di sesamo, salsa di soia, scalogno e peperoncino in polvere, mentre la guarnizione viene realizzata con striscioline di frittata, alghe  e zucchine.[23].
- Jjamppong (짬뽕?, 攙烹?, tchamppongMR), zuppa piccante con noodle della cucina sino-coreana.[24]
- Kalguksu (칼국수?), vermicelli di farina di grano tagliati a mano con un coltello, serviti con brodo di pollo, e vongole filippine nelle zone costiere e con acciughe essiccate in quelle montuose.
- Makguksu (막국수?), noodle di grano saraceno con brodo freddo.
- Naengmyeon (냉면?, 冷麵? in Corea del Sud) o raengmyŏn (랭면? in Corea del Nord), noodle di grano saraceno in brodo di manzo freddo serviti con cipolle, cetriolo tagliato a fettine e uovo sodo. Vi sono distinte ricette sia in Corea del Nord che in Corea del Sud. Si consumano di solito in estate e anche asciutti senza brodo.[25]
- Ramyeon (라면?), versione coreana con intenso aroma dei ramen istantanei giapponesi, vanno serviti caldi e la zuppa è fatta con peperoncino piccante. Vi sono diverse varietà, come al gusto di kimchi, di alghe marine o di manzo. Possono essere serviti con gli gnocchi di pasta bolliti tteok, formaggio, ecc.[1][26]

#### Taiwan
- Zuppa di noodle al manzo (牛肉麵), noodle di grano al brodo di manzo, vengono di solito preparati con manzo stufato, in particolare con ossobuco, e diverse spezie; diffusi in tutto il mondo, sono particolarmente popolari a Taiwan, dove vengono da molti considerati il piatto nazionale.[27][28]
- Vermicelli alle ostriche (in cinese: 蚵仔麵線; nella lingua hokkien di Taiwan: ô-á mī-sòaⁿ), zuppa di noodle con ostriche e i vermicelli locali di grano caramellati chiamati misua.[29]

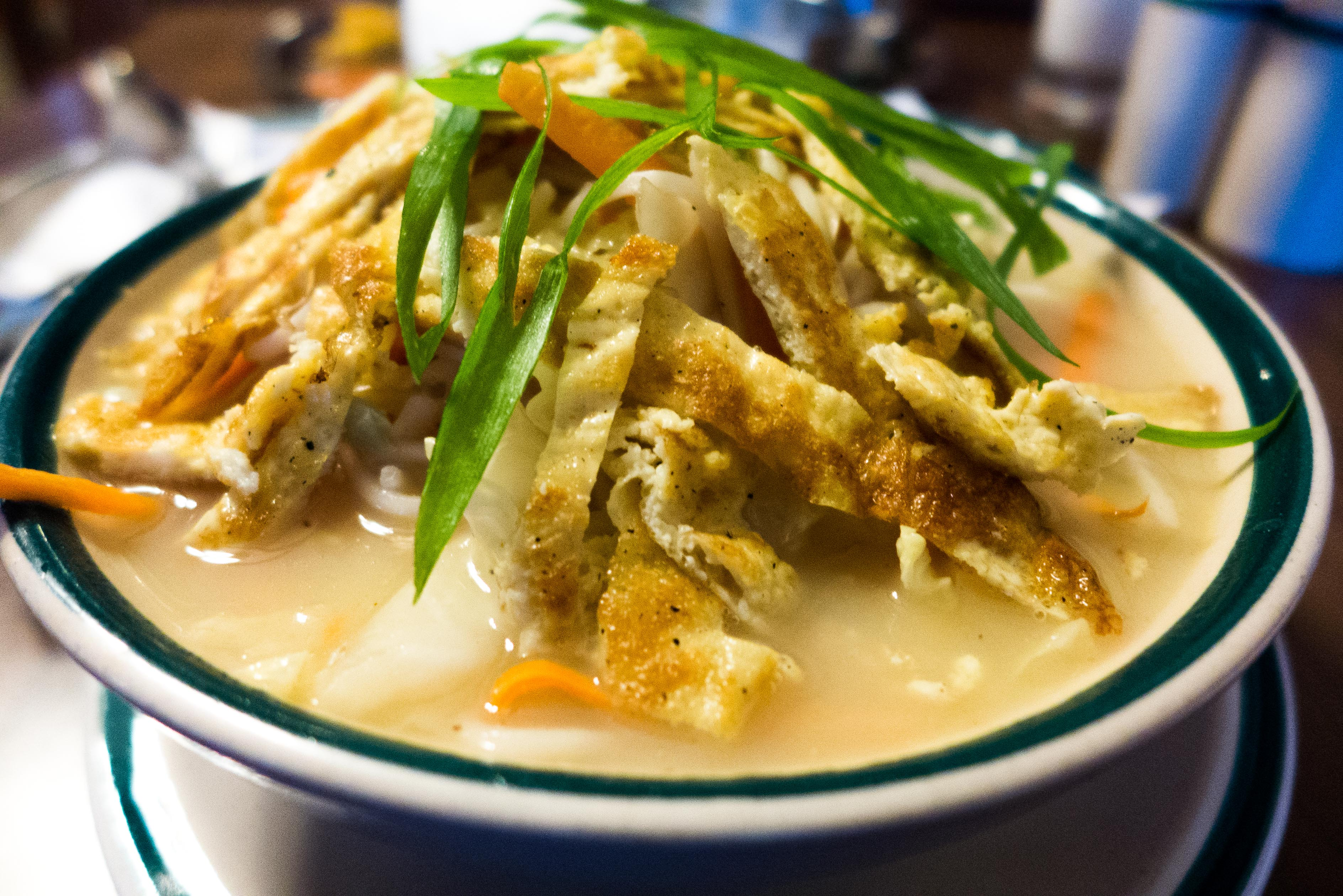
Thukpa con uovo.

#### Tibet
- Bhakthuk (in tibetano: བག་ཐུག་, bag thug) – noodle piatti in brodo di manzo, con pezzi di manzo stufato, strisce di manzo essiccato, alghe, daikon, patate e guarnito con cipolle verdi. È un piatto popolare in Tibet, Bhutan e Nepal, che ospita una folta comunità tibetana,. Questa zuppa è più densa e saporita del thukpa per l'utilizzo del manzo essiccato.
- Thenthuk, zuppa di noodle di grano tirati a mano (o con una specie di wonton) in brodo di yak o di pecora con l'aggiunta di verdure, è tipica della città di Amdo, detta anche Pana.[1]
- Thukpa (in tibetano: ཐུག་པ ; in nepalese: थुक्पा), zuppa di noodle con carne che può essere di vitello, montone, agnello o yak oppure con verdure, prende il nome dai noodle, che sono di solito tirati a mano. Vi sono comunque diversi tipi di thukpa, a seconda di come vengono preparati i noodle, della carne che viene utilizzata e delle varie ricette che cambiano di regione in regione. Oltre che in Tibet, varie versioni di thukpa si trovano anche in tutti gli Stati che si affacciano sul versante meridionale Himalayano.[30][31][32][33]

### Sud-est asiatico

#### Birmania

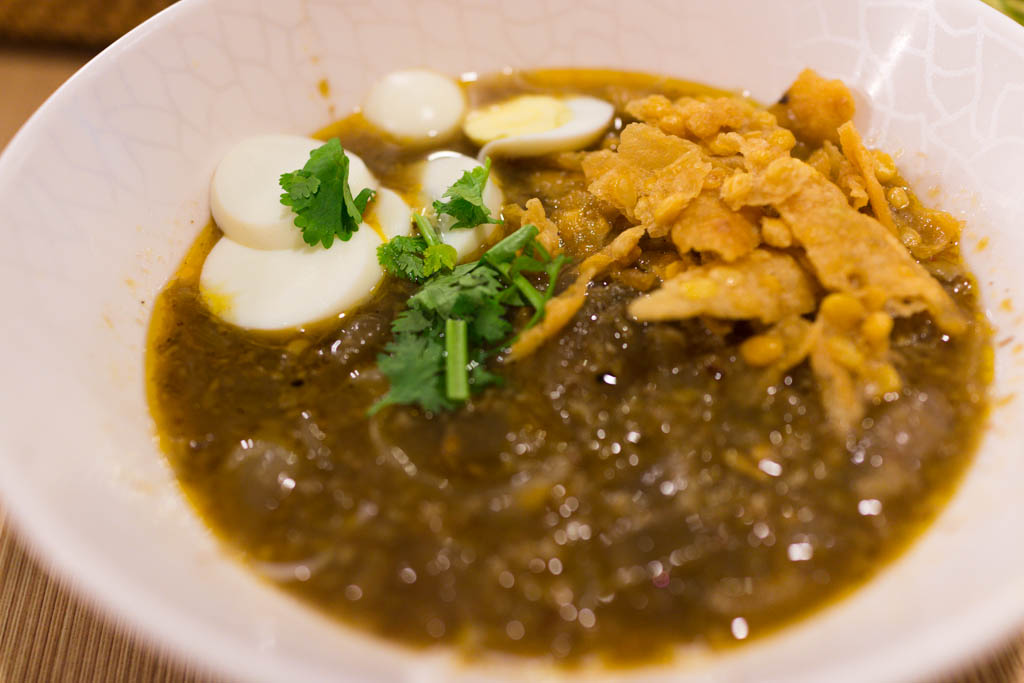
Mohinga con frittata.

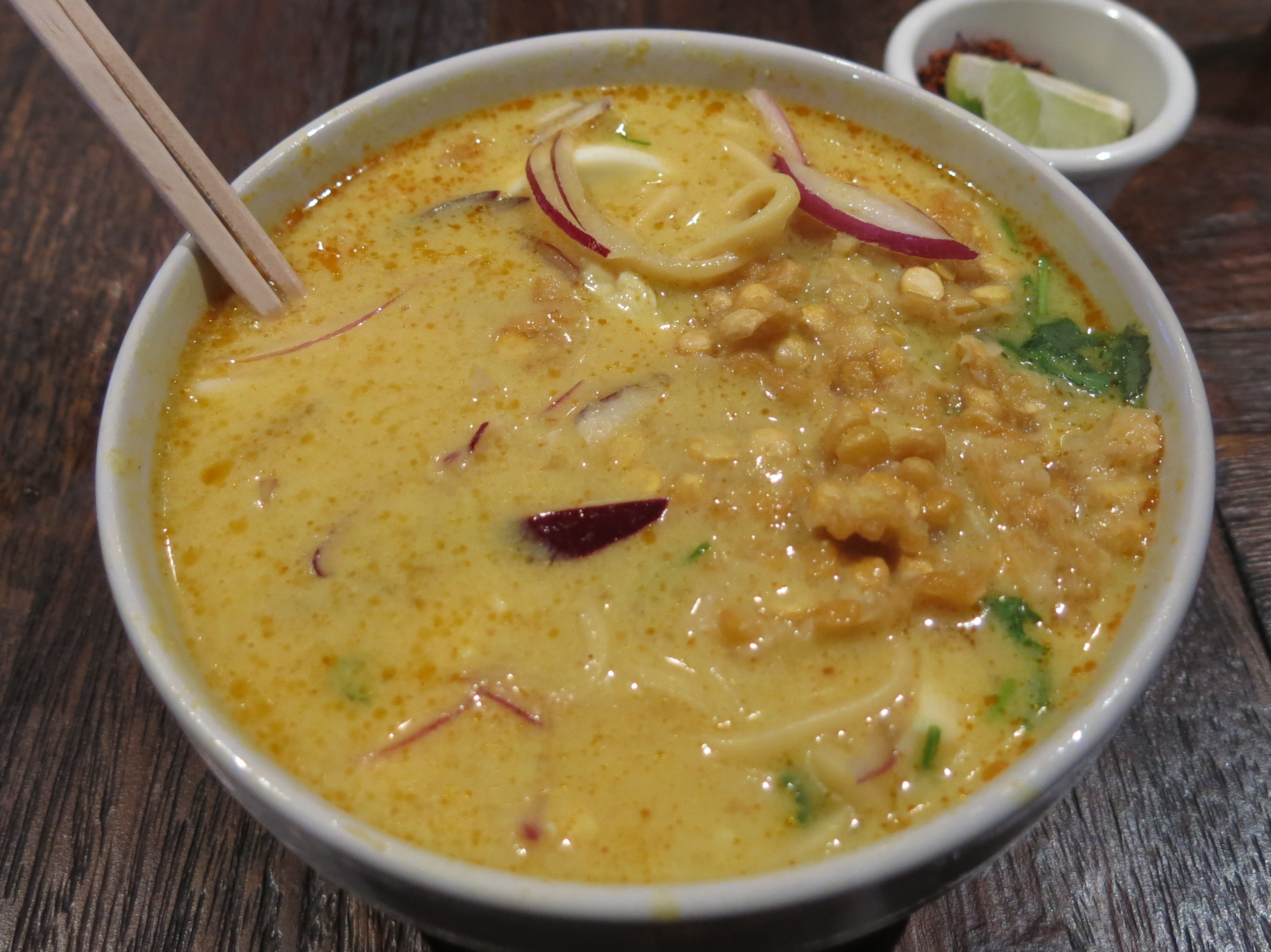
On no khauk swe.

- Kya zan hinga (in birmano: ကြာဆံဟင်းခါး), noodle trasparenti fatti con amido in brodo di pollo con funghi, tofu, pepe e a volte con palle di carne. Possono essere insaporiti con coriandolo, scalogno a fette, salsa di pesce, peperoncino in polvere, e succo di limetta.[34]
- Kyay oh (in birmano: ကြေးအို), piatto inventato da immigrati cinesi in Birmania, consiste in vermicelli in brodo cotti in una pentola di bronzo con altri ingredienti che possono comprendere palle fatte con la carne, uova, pezzi di pollo e di maiale. Esistono diverse varietà di questo piatto.[35]
- Mohinga (in birmano: မုန့်ဟင်းခါး), zuppa salata e agrodolce di noodle di riso in brodo di pesce, a volte fermentato. Molto popolare in tutta la Birmania, viene di solito consumata a colazione. Viene talvolta addensata con riso tostato macinato o farina di ceci e il suo forte aroma viene aumentato con ingredienti vari, tra cui citronella, zenzero e curcuma.[1]
- On no khauk swe (in birmano: အုန်းနို့ခေါက်ဆွဲ) – noodle di grano in un brodo fatto con pollo e latte di cocco. Il brodo insaporito con scalogno a fette, aglio, curcuma, salsa di pesce, peperoncino in polvere e succo di limone o di limetta, e addensato con farina di ceci. Vengono serviti con in cima fette di uovo sodo e altri noodle fritti croccanti.[36] Questo piatto rientra nelle tradizioni delle zuppe al cocco del Sud-est asiatico al pari della laksa malese e delle khao soi di Chiang Mai e Luang Prabang. Emigrati birmani l'hanno reso popolare in Pakistan e in India orientale, dove ha preso il nome khow suey.[37][38]

#### Cambogia

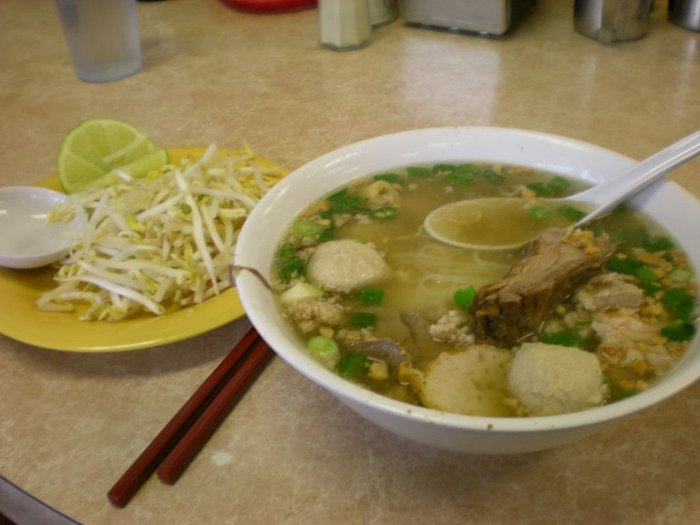
Kuy teav a Phnom Penh.

- Kuy teav(in khmer: គុយទាវ), noodle di riso in brodo di maiale, con maiale macinato, gamberetti, palle di carne, fegato di maiale e guarnito con un fritto di aglio, cipolletta verde, coriandolo, limetta e salsa hoisin.[39]
- Nom Banh Chok Samlar Khmer (in khmer: នំបញ្ចុកសម្លរខ្មែរ), noto anche come Nom Banh Chok, noodle di riso in brodo di pesce, citronella e un roeung fatto con altre spezie cambogiane. A Siem Reap, il brodo si prepara con latte di cocco e il piatto viene servito con una salsa dolce e piccante (teuk omphrik). La preparazione in casa dei noodle di riso fa parte della tradizione nazionale.[40]

#### Filippine

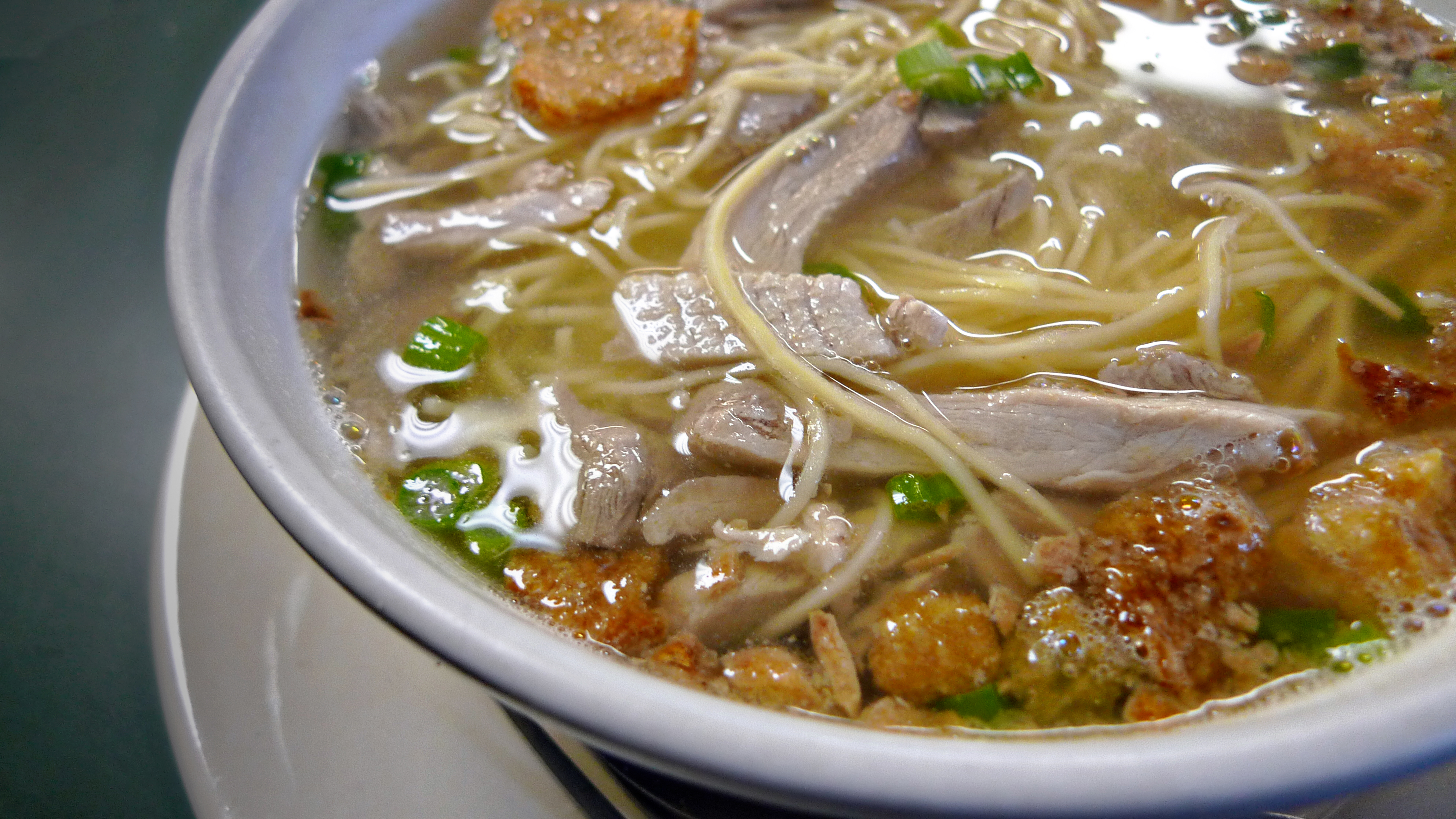
La batchoy delle Filippine

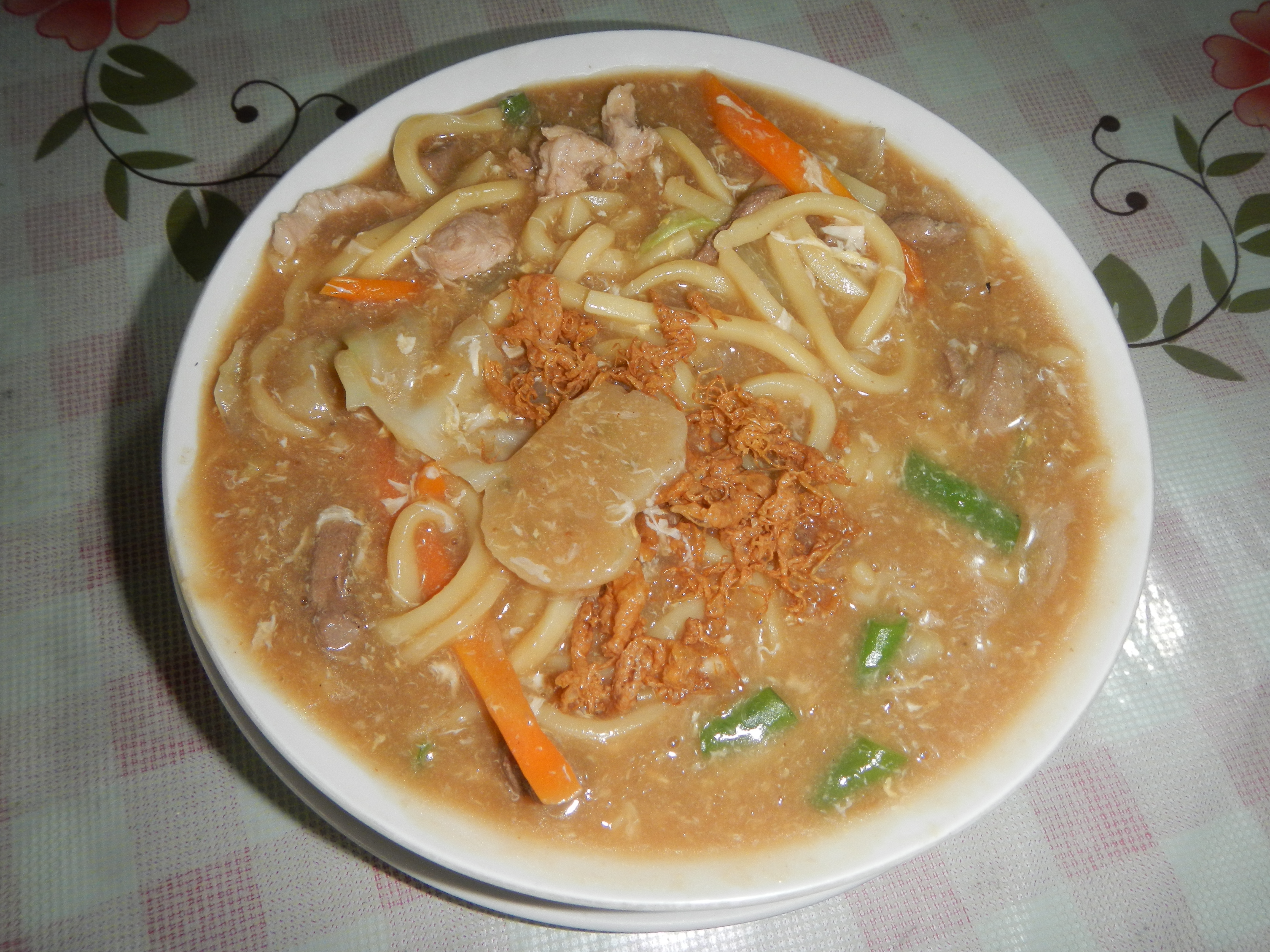
Lomi a Bulacan.

- Almondigas, versione filippina della mee sua cinese, consiste in noodle fini di grano in brodo di maiale con palle di carne fatte con maiale macinato, cipolletta verde, sale e pepe.[41]
- Batchoy, zuppa di noodle che viene fatta in diversi modi, il brodo può essere di pollo, maiale, gamberetti o misto, può essere piccante con peperoncino o non piccante e l'uovo che viene aggiunto alla fine può essere sodo o crudo. I noodle sono invece sempre all'uovo ed è sempre cucinata con frattaglie di maiale e pasta di gamberetti. Alla fine viene aggiunta cotenna di maiale croccante sbriciolata.[1]
- Kinalas, zuppa di noodle tipica della regione di Bicol fatta con pasta all'uovo in un brodo di carne della faccia del manzo.[42]
- Lomi, zuppa di spessi noodle all'uovo freschi, lasciati in ammollo in acqua di lascivia per renderli più gialli e scivolosi. Per fare il brodo si fa prima rosolare un battuto di aglio e cipolla e si aggiunge quindi chorizo e fegato di maiale. Quando sono cotti si mette brodo di maiale, palle di carne di manzo, prosciutto e verdure. Dopo aver aggiunto i noodle, si mette dell'amido di mais per rendere il brodo denso e i condimenti (salse si pesce e di soia, succo di calamondino e peperoncino).[43]
- Mami, zuppa di fini noodle di grano all'uovo inventata da un immigrato cinese. Il brodo presenta maiale macinato e pollo sfilacciato e vengono di solito aggiunti wonton ed erba cipollina.[44]
- Miswa, zuppa di noodle di grano molto fini che vengono aggiunti nell'ultima parte della cottura. Maiale macinato viene rosolato prima di aggiungere il brodo. Il piatto ha origine in Cina ed è diffuso anche in altri Paesi del Sud-est asiatico; miswa è un termine cinese per indicare i noodle molto fini.[45][46]
- Sinanta, piatto tipico della Valle di Cagayan, viene fatto con fini noodle trasparenti mischiati con fini noodle all'uovo. Il brodo viene reso arancione con l'annatto e presenta cipolla, vongole e pollo. Si consuma insieme a pane tostato.[47]

#### Indonesia

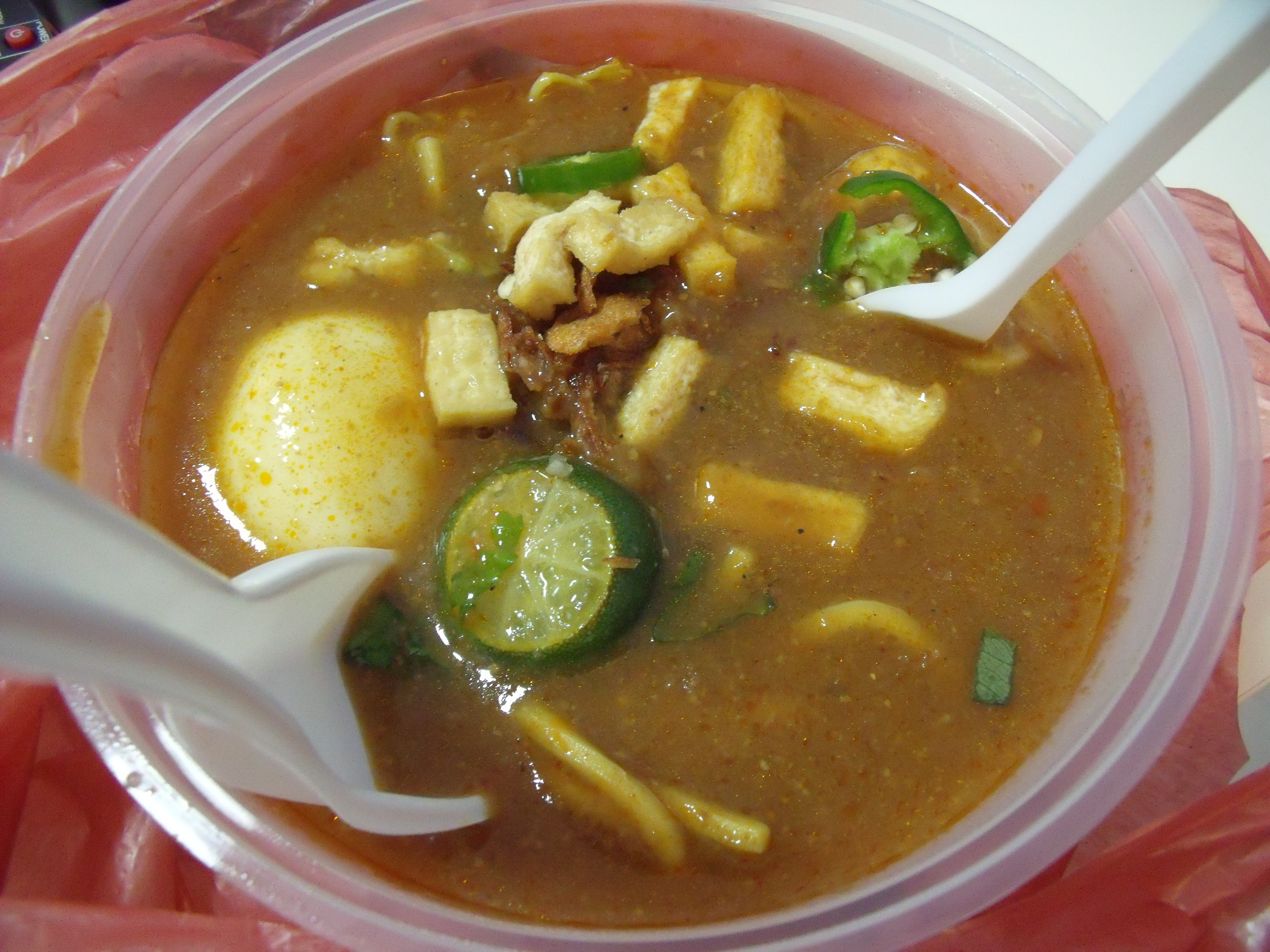
Mi rebus.

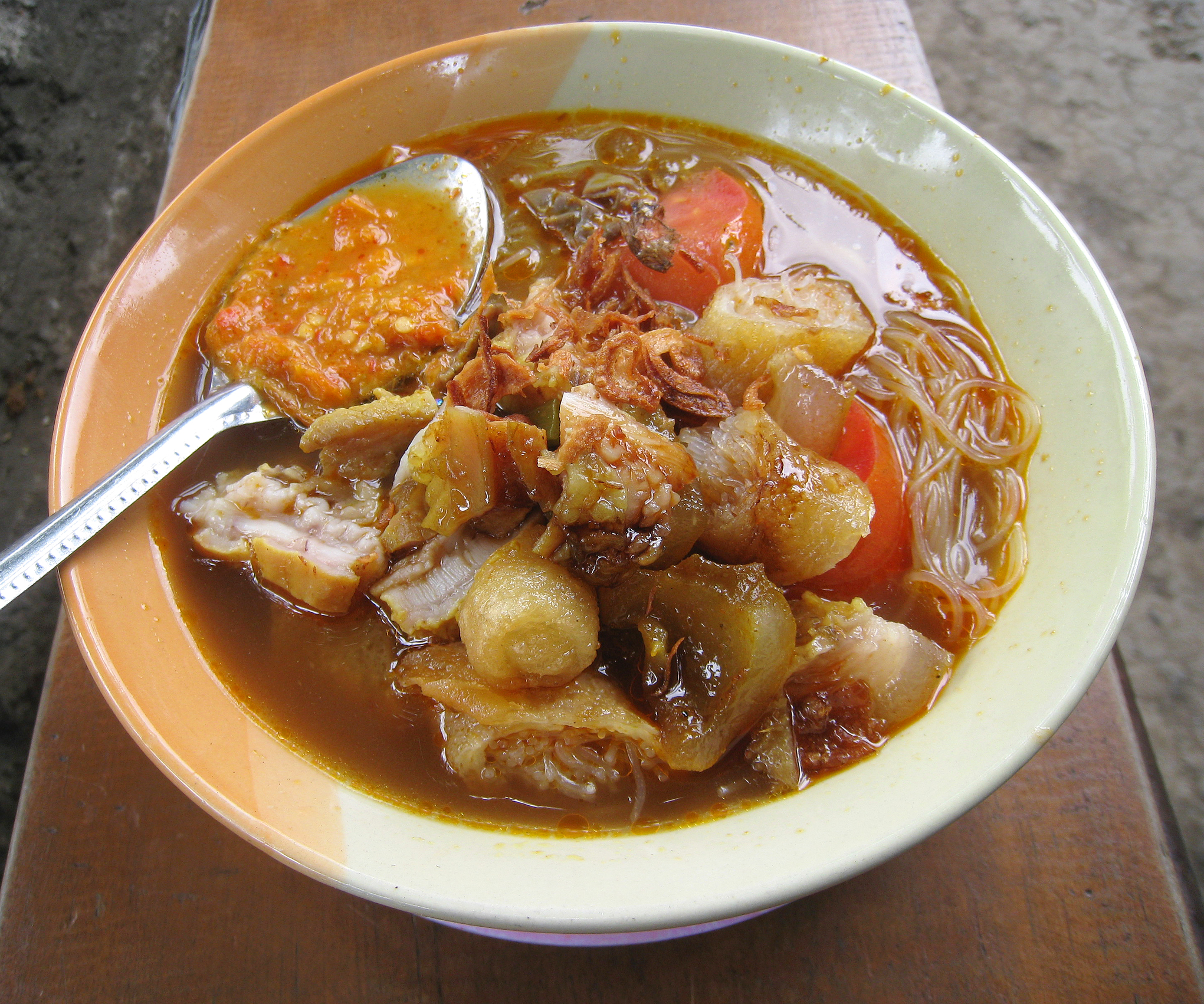
Soto mi di Bogor.

- Mi ayam, noto anche come  bakmi ayam, letteralmente noodle al pollo, è un piatto di origine cinese e uno dei più rappresentativi della cucina indonesiana, diffuso in tutto il Paese nei ristoranti o come cibo di strada. Il piatto viene fatto con noodle gialli, carne e brodo di pollo, verdure e viene cucinato con dolce salsa di soia.[48][49]
- Mi bakso, al pari della mia ayam, questa zuppa è uno dei piatti più importanti della gastronomia nazionale, ha origine in Cina e si vende sia nei ristoranti che come cibo di strada. Viene preparata con noodle gialli di grano mischiati a noodle di riso, il brodo è di manzo con l'aggiunta di palle di carne (bakso) a base di manzo, verdure, sambal ecc.[50]
- Mi celor, noodle in brodo di gamberetti e latte di cocco, specialità di Palembang nel sud di Sumatra.[50]
- Mi koclok, piatto tipico di Cirebon, consiste in noodle freschi in brodo di pollo e latte di cocco reso estremamente denso con aggiunta di amido. Tra gli altri ingredienti vi sono petto di pollo, cavolo, germogli di soia, uovo sodo e succo di combava.[51]
- Mi kocok (letteralmente: noodle sbattuti), noodle in brodo di manzo tipici di Bandung. Gli ingredienti principali sono il tendine di manzo (kikil), palle di carne di manzo, germogli di soia e succo di combava. Viene talvolta aggiunta la trippa.[52]
- Mi rebus (letteralmente: noodle bolliti), noodle all'uovo in salsa brodosa. Vengono fatti ovunque in Indonesia, con diverse ricette.[53]
- Soto ayam (zuppa di pollo), zuppa piccante con noodle di riso in brodo di pollo. Oltre alla carne di pollo e alle verdure, viene insaporita con curcuma fresca, zenzero, erbe aromatiche, noce delle Molucche, foglie di combava e citronella. Per renderla più sostanziosa possono essere aggiunti del riso e patate bollite.[1] Ne esistono diverse versioni e tra gli ingredienti da mettere in cima al momento di servire vi sono la koya, una polvere fatta con nuvole di drago e aglio fritto, sambal, ecc.[54]
- Soto mi, versione della soto ayam combinata con la zuppa di vermicelli di riso della cucina cinese degli hokkien. Oltre ai noodle di riso, possono essere usati i noodle trasparenti di amido e altri ancora. Il brodo è di pollo con un pesto di spezie piccanti e altre spezie. Si serve con pezzi del pollo usato per il brodo, una speciale tortina di patata (bergedel), salsa di peperoncino, coriandolo, sedano cinese, ecc.[55]

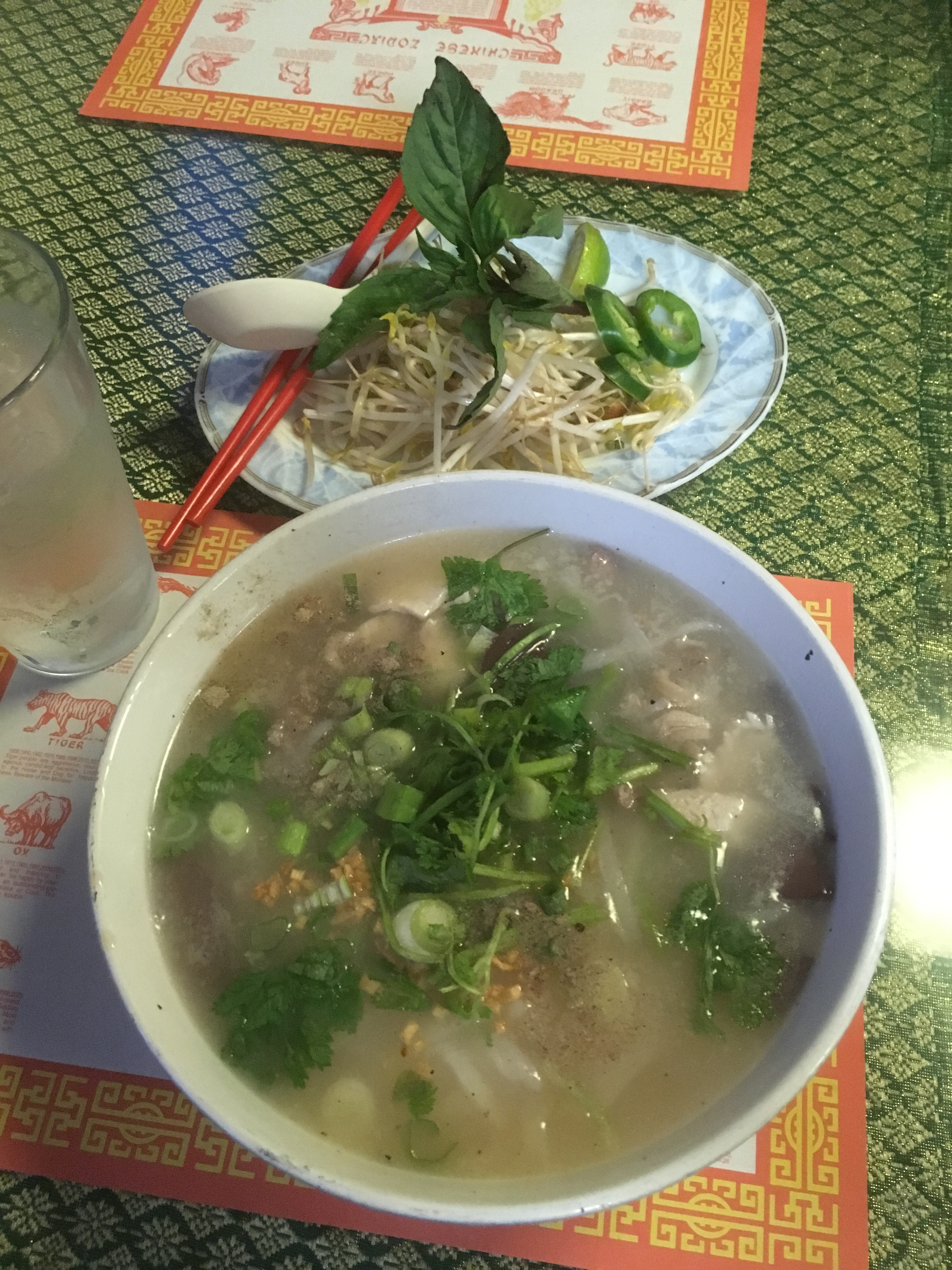
Khao piak sen al pollo.

#### Laos
- Phở (IPA: [fə̃ː], ; in laotiano: ເຝີ), noodle di riso in brodo con carne di manzo (pho bo) o di pollo (pho gai). Sul tavolo viene servita a parta un'ampia scelta di spezie e verdure, tra cui basilico thai, lime e germogli di soia.[56] La phở laotiana ha origine nella cucina vietnamita[57]
- Khao piak sen (in laotiano: ເສັ້ນເຂົ້າປຽກ, letteralmente "fili di riso bagnato"), il brodo si fa con il pollo e un soffritto di galanga, citronella, foglie di combava e aglio. I noodle sono di riso e fatti di solito freschi artigianalmente con amido di tapioca, vengono cucinati nel brodo e conferiscono alla pietanza una densità dovuta agli amidi che rilasciano. Tra gli ingredienti che si possono aggiungere vi sono il maiale e l'uovo sodo. Si consuma spesso a colazione.[58]
- Khao poon (in laotiano: ເຂົ້າປຸ້ນ), popolare zuppa piccante con vermicelli di riso cucinata a lungo a fuoco lento. Viene di solito fatta con pollo, pesce o maiale accompagnati da ingredienti tipici del Laos come la salsa di pesce, foglie di limetta, galanga, aglio, scalogno, peperoncino e perilla.[59]
- Lao khao soi, piatto che ha origine nello Yunnan e si è diffuso soprattutto nel nord di Laos, Thailandia e Birmania con ricette differenti. In Laos viene fatto con noodle di riso in una zuppa assieme a maiale tritato, pomodori, fagioli fermentati di soia, scalogno, peperoncino, ecc..[60]

#### Malaysia e Singapore

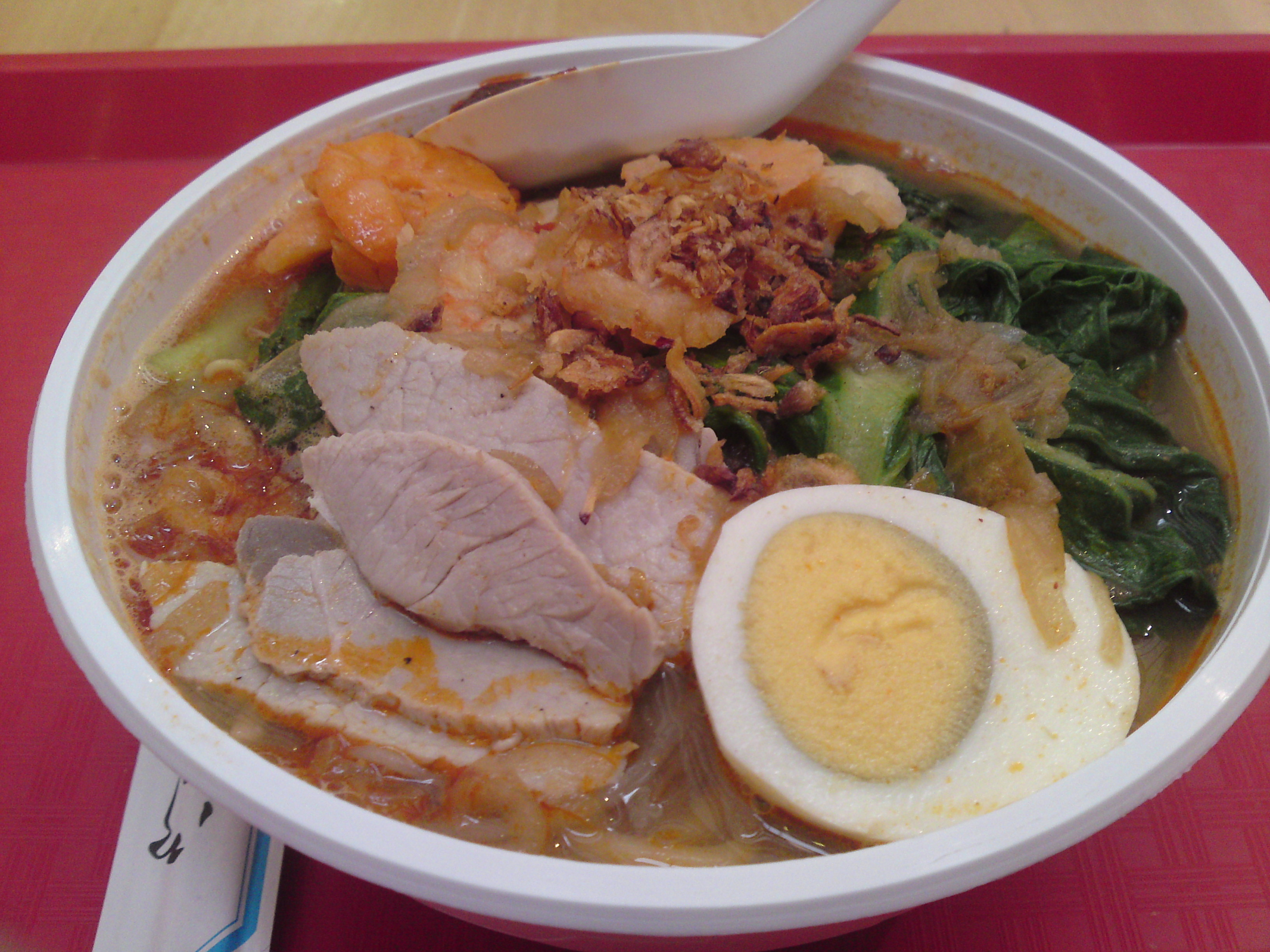
Hae mee con gamberi

- Laksa, zuppa di noodle con brodo al curry con crema di cocco, frutti di mare e coriandolo, diffusa in tutto il Sud-est asiatico ma specialmente in Malaysia e Singapore. Viene talvolta aggiunto anche del pollo e del peperoncino. La Asan laksa (laksa al tamarindo) di Penang è molto diversa, al posto della crema di cocco vanno messi tamarindo e pesce fermentato.[1][61]
- Hae mee ((虾面S, xiāmiànP, lett. "noodle ai gamberi"), noodle all'uovo che hanno origine nella cucina degli hokkien, particolarmente diffusi a Penang e a Singapore, con ricette diverse. Vengono serviti in un ricco brodo fatto con gamberi, fettine di maiale e di tortine di pesce, germogli di soia e servito con in cima cipollette verdi e scalogno fritti. Il brodo viene fatto con gamberetti secchi, teste di gamberi e spezie varie. La ricetta originale prevederebbe l'aggiunta di lardo, che viene però messo di rado per motivi di salute.[62][63]

#### Thailandia

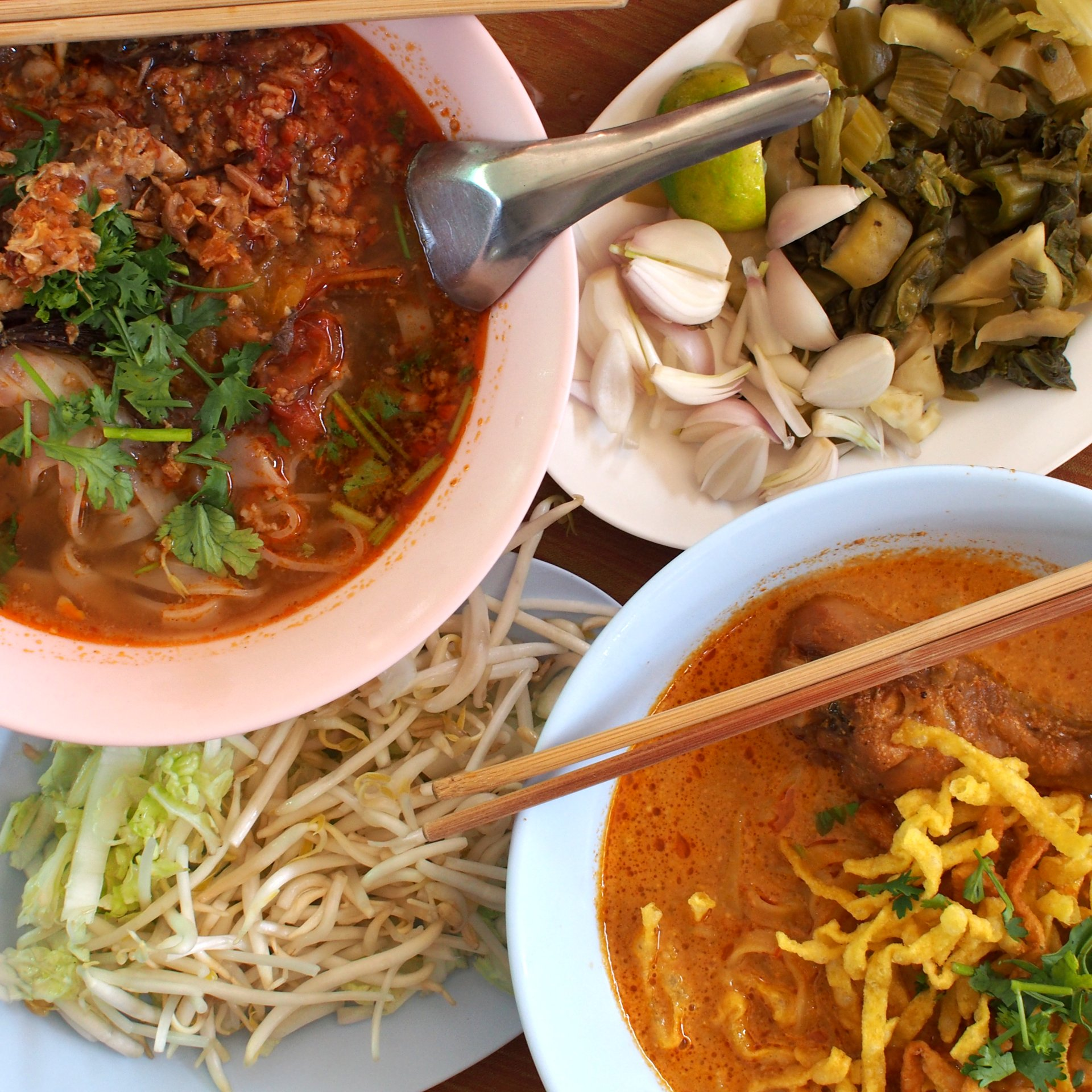
A sinistra la khao soi di Mae Sai e a destra la khao soi kai (con pollo e latte di cocco)

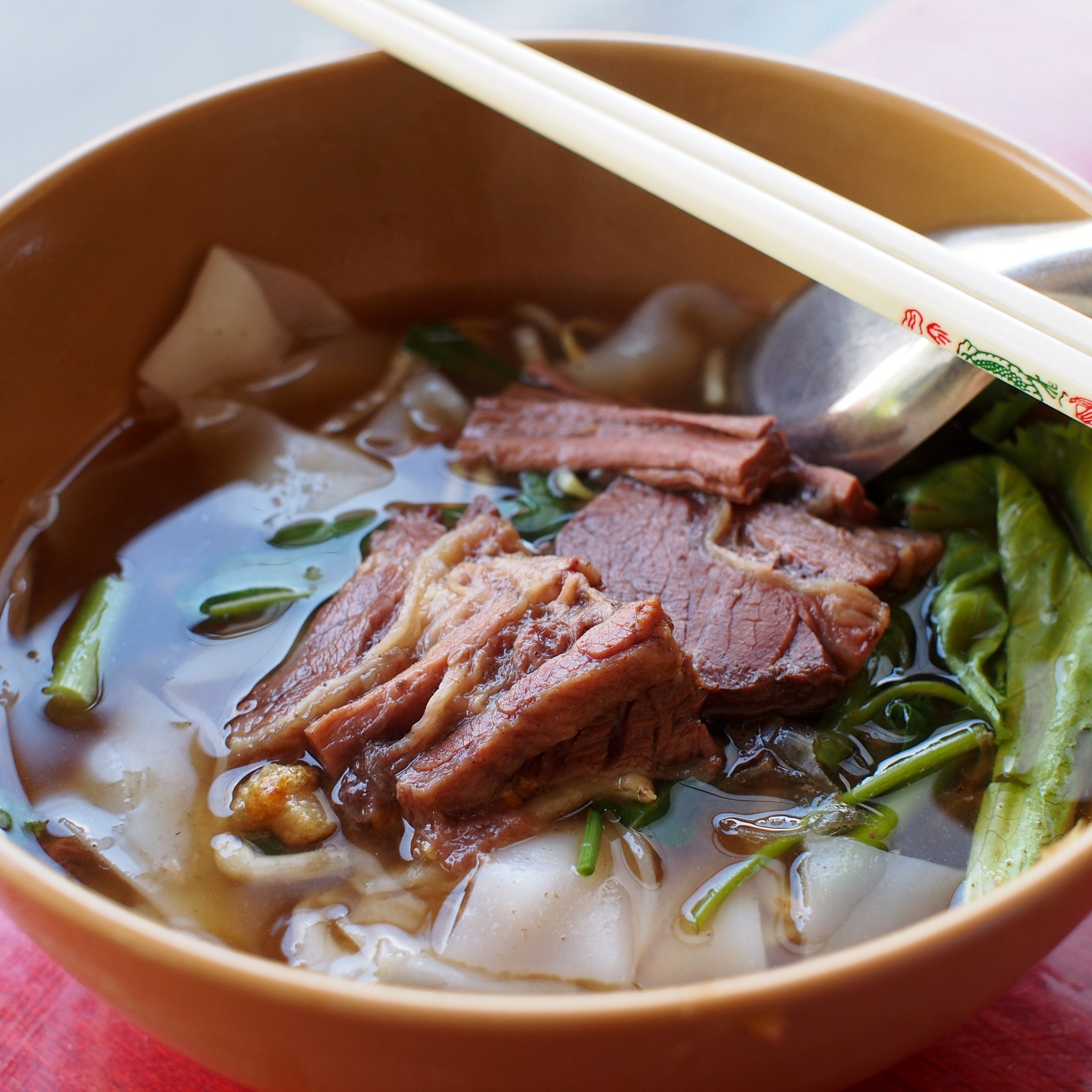
Kuaitiao nuea pueay, zuppa di noodle al manzo.

Le zuppe di noodle si trovano in Thailandia sia come cibo di strada venduto in apposite bancarelle che nei ristoranti. Vi sono diversi tipi di zuppe di noodle, e possono essere fatte con noodle all'uovo, noodle di riso ecc. Il brodo viene preparato con il manzo, maiale, verdure o un misto. Vengono aggiunti carne, palle di pesce, maiale o manzo e vengono servite con foglie di coriandolo. Sul tavolo i consumatori trovano salsa di pesce (nam pla), peperoncino secco macinato e peperoncino sottaceto. Il termine kuaitiao deriva dal dialetto teochew. Possono essere anche servite come pastasciutta (kuaitiao haeng), con una tazza di brodo a parte.
- Bami nam (in thailandese บะหมี่น้ำ), noodle all'uovo (bami) in brodo (nam)[64] con maiale macinato, anatra brasata o arrosta o fettine di maiale rosso (mu daeng). Asciutti con brodo a parte sono chiamati bami haeng.
- Kuaitiao nam (in thailandese ก๋วยเตี๋ยวน้ำ), piatto identico ai bami nam, ma con noodle di riso invece di quelli all'uovo.[64] Asciutti sono chiamati kuaitiao haeng. Questi noodle sono a sezione piatta, se sono larghi sono detti sen yai e quelli stretti sono i sen lek.
  - Kuaitiao reua (in thailandese ก๋วยเตี๋ยวเรือ, letteralmente zuppa di noodle della barca), versione dei kuaitiao nam che viene servita nelle barche sui canali thailandesi, il brodo è di manzo o di maiale, i noodle sono di riso e vengono aggiunte fette di carne, cotenna di maiale, palle di carne e spesso sanguinaccio per insaporire il piatto.[1]
- Kaeng chuet wunsen (in thailandese แกงจืดวุ้นเส้น), i wunsen sono noodle trasparenti all'amido di fagioli mungo in un leggero brodo di verdure detto keang chuet o anche tom chuet. È di solito un piatto vegetariano con sole verdure, tra gli ingredienti principali vi sono cavolo cinese, carote, fagiolini, tofu e alghe. Può essere aggiunto maiale macinato.[65]
- Khanom chin (in thailandese ขนมจีน), fini noodle freschi di riso fermentato usati per diverse zuppe di noodle in Thailandia.[66]
  - Khanom chin kaeng khiao wan kai (in thailandese ขนมจีนแกงเขียวหวานไก่), popolari in tutta la Thailandia con diversi nomi, i noodle vengono messi in un brodo di pollo al curry verde (in thailandese แกงเขียวหวานไก่, kaeng khiao wan) e portati in tavola con una vasta varietà di verdure crude servite separatamente.[66]
  - Khanom chin nam ngiao in thailandese ขนมจีนน้ำเงี้ยว, khanom chin popolari in Thailandia del Nord, vengono serviti in una salsa brodosa fatta con maiale, pomodoro, peperoncini secchi fritti e pestati, sanguinaccio di maiale, salsa di soia e fiori secchi di kapok rosso.[67]
- Khao soi (ข้าวซอย), piatto tipico della Thailandia del Nord, viene spesso fatto con noodle all'uovo e la zuppa è un brodo di carne con un curry leggero e latte di cocco. Si cuoce con carne a piacere e a fine cottura si mettono sopra dei noodle croccanti fritti. Si porta in tavola con a fianco verdure marinate e peperoncino.[1][68]
- Yen tafo (in thailandese เย็นตาโฟ), versione thailandese del piatto cinese yong tau foo, è un brodo leggero con noodle di riso, palle di pesce, tofu fritto tagliato a fette, seppie e spinaci d'acqua.[69]

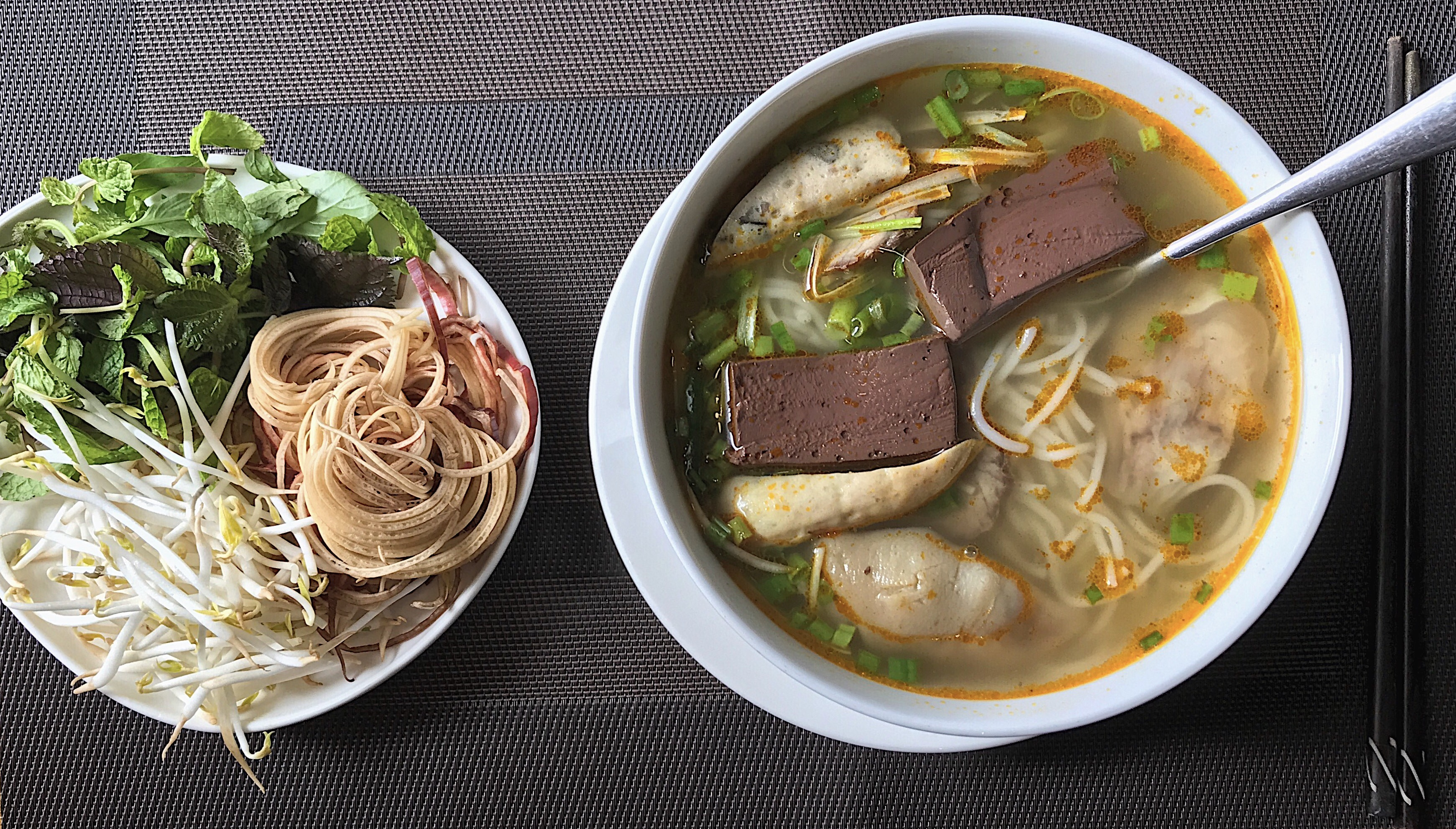
Bún bò Huế.

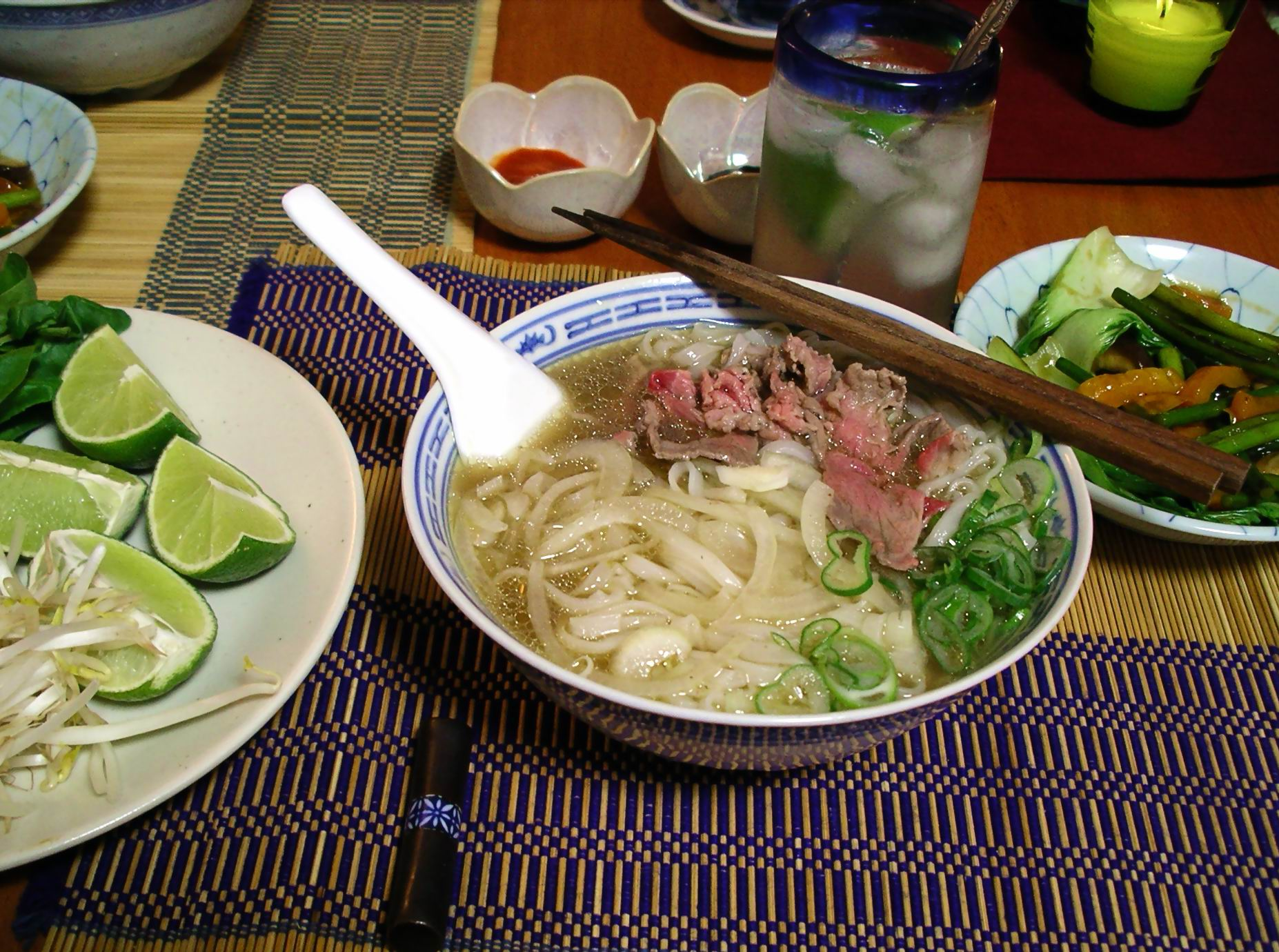
Phở con manzo.

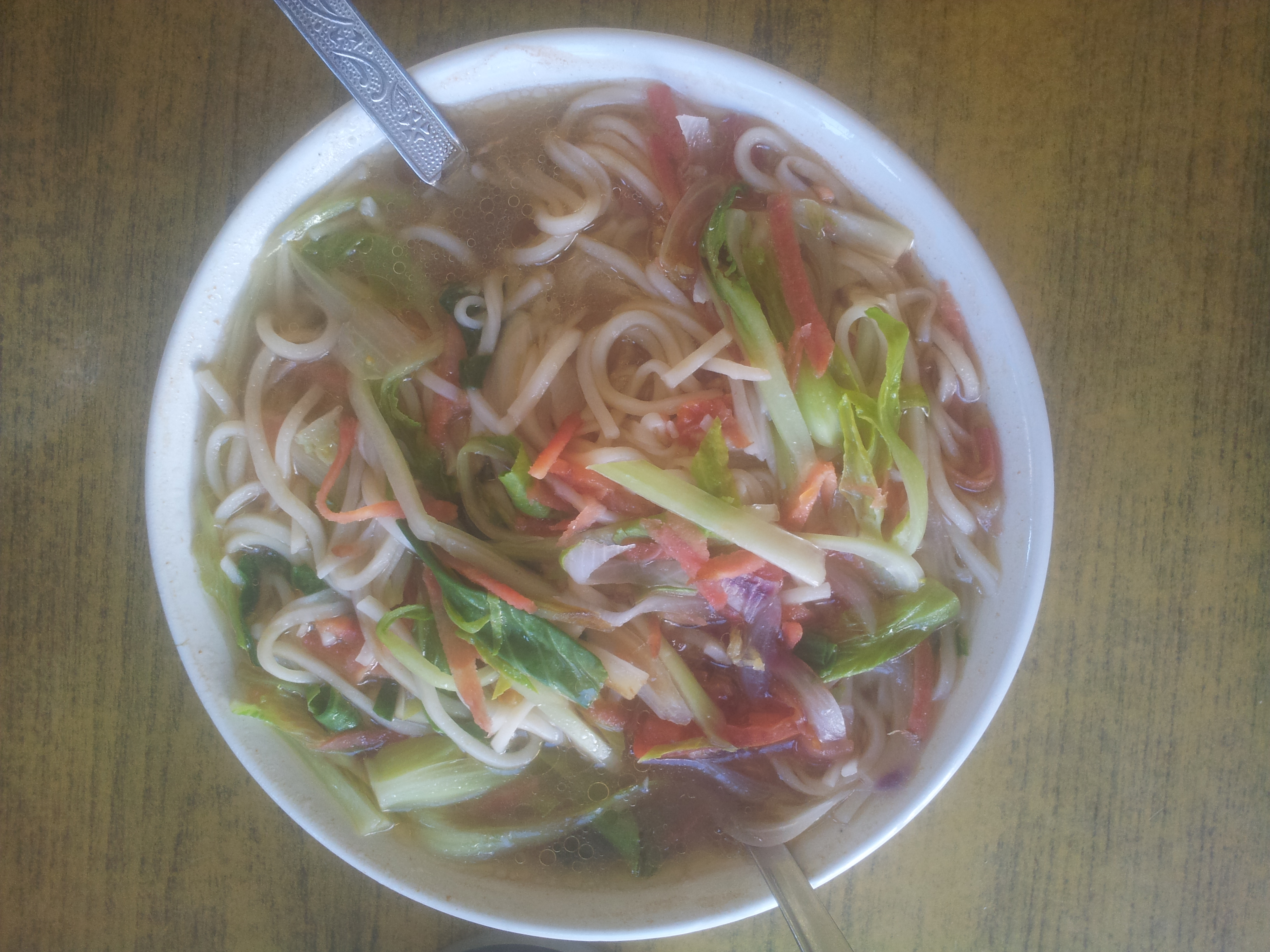
Thukpa.

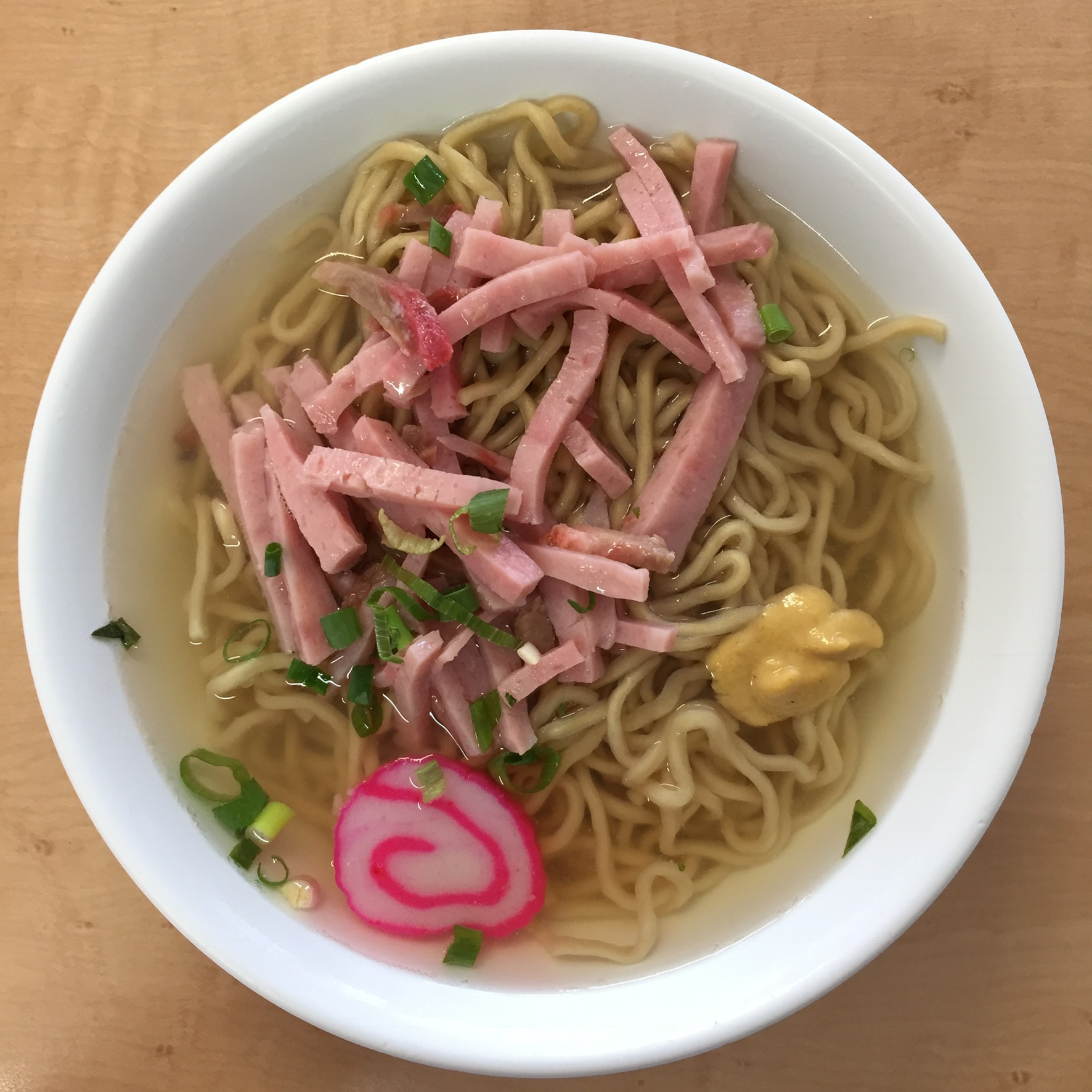
Saimin hawaiana.

#### Vietnam
- Bánh canh, noodle in brodo particolarmente spessi, simili agli udon giapponesi, fatti con farina di riso e amido di tapioca. Il brodo può essere di miale, pesce, granchio ecc.[70]
- Bún bò Huế, zuppa di noodle tipica di Huế,[70] sono noodle di riso in brodo di manzo con pezzi di manzo, pasta di gamberetti, citronella, pezzi di sangue congelato e altri ingredienti.[1]
- Bún riêu, noodle di riso in un brodo di gamberi d'acqua dolce, tofu e pomodori,[70] talvolta con l'aggiunta di sangue di maiale.[70]
- Cao lầu, specialità di Hội An, sono noodle gialli di grano con un po' di brodo, carne di maiale e spezie come basilico e menta.[70]
- Hủ tiếu, elaborazione vietnamita della kuy teav cambogiana diffusa nel sud del Vietnam, è una minestra in brodo di maiale dal sapore dolce, con dentro un misto di noodle, maiale macinato e diversi altri ingredienti che variano a seconda della versione.[70][71]
- Mì o súp mì, brodo con noodle di grano all'uovo ma anche senza uovo, piatto introdotto da immigrati cinesi. Tra le varie versioni vi sono i mì hoành thánh, che equivalgono ai noodle con wonton della cucina cinese.[72]
- Mì Quảng, zuppa di noodle tipica di Quảng Nam fatta con larghe tagliatelle di riso di colore giallo per l'aggiunta di curcuma nell'impasto e poco brodo. Tra le diverse varianti, quelle più diffuse prevedono l'impiego di gamberetti e maiale.[70]
- Phở, piatto nazionale del Paese diffuso anche all'estero, sono tagliolini bianchi di riso in brodo di manzo con dentro carne di manzo e diverse verdure. Vengono servite separatamente diverse altre verdure, tra le quali basilico thai, menta, limetta, germogli di soia e peperoncino. Possono essere aggiunte salsa hoisin e salsa di pesce. Vi sono anche diverse varianti, tra cui quelle fatte con il pollo invece del manzo.[70]

### Asia meridionale

#### Bhutan
- Bagthuk, noodle serviti in un brodo di patate e pomodoro insaporito con un soffritto di aglio, peperoncino e pepe del Sichuan. L'impasto dei noodle viene preparato con farina e acqua, senza uovo, stirato con un mattarello e tagliato a fettine di circa 1 cm.[73]

#### Nepal e altri Stati himalayani
- Thukpa (in nepalese: थुक्पा), versione nepalese dei thukpa tibetani, rispetto ai quali è più piccante e aromatica per l'aggiunta di spezie come peperoncino in polvere, masala ecc.[32][33][74]

### Hawaii
- Saimin, uno dei piatti più tradizionali della cucina hawaiana, consiste in speciali noodle di grano (talvolta all'uovo) arricciati di colore più scuro e più consistenti alla masticazione rispetto ai ramen giapponesi ; il brodo è un dashi caldo fatto di solito con gamberetti, funghi, zenzero e alga konbu. Il nome saimin deriva dalle parole cinesi sai (piccoli) e min (noodle). Vi sono diversi modi per preparare il piatto, che nasce alla fine dell'Ottocento tra i lavoratori di varie etnie delle piantagioni, i quali per pranzo condividevano i vari ingredienti delle proprie tradizioni culinarie.[75][76]